# バレエ用語の一覧
バレエ用語の一覧（バレエようごのいちらん）では、バレエに関する用語を一覧に表記する。バレエはフランスで発展し体系化されたため、バレエ用語の大部分はフランス語に基づく。

## あ

### アヴァン
Avant（「前方」の意）。アン・ナヴァン（ア・ナヴァンとも。en avant、フランス語発音: [ɑ̃n avɑ̃]）で「前方に」となり、前方への動作を表す。この場合、前方とは客席に向かう方向を指し、客席に向かって進むステップは、たとえばシソンヌ・アン・ナヴァン（sissonne en avant）のように言う。

### アダージョ
Adagio。イタリア語、またはフランス語で「ゆっくり」の意。
1. 滑らかかつ優雅なゆっくりとした動き。
2. バレエ教室において伝統的に行われる、ゆっくりと制御された動きを行うレッスン。バーレッスン、センターレッスンのどちらでも行う。
3. 複数人で踊られるグラン・パ（例えばグラン・パ・ド・ドゥ）をグラン・アダージョということがある。

### アッサンブレ
Assemblé（フランス語発音: [asɑ̃ble]、「組み合わせた」の意）。パ・アッサンブレ（Pas assemblé）とも。片足で踏み切って両足に着地するジャンプ。両足が床に着いている状態（例えば5番ポジション）から、動脚をバットマン・グリッセまたはデガジェで擦り上げて踏み切り、軸脚を動脚に揃えて着地する。プチ・アッサンブレでは、ダンサーが軸脚で立ち、動脚を伸ばした状態から、小さくジャンプして軸脚を動脚に揃えて降りる。

### アティテュード

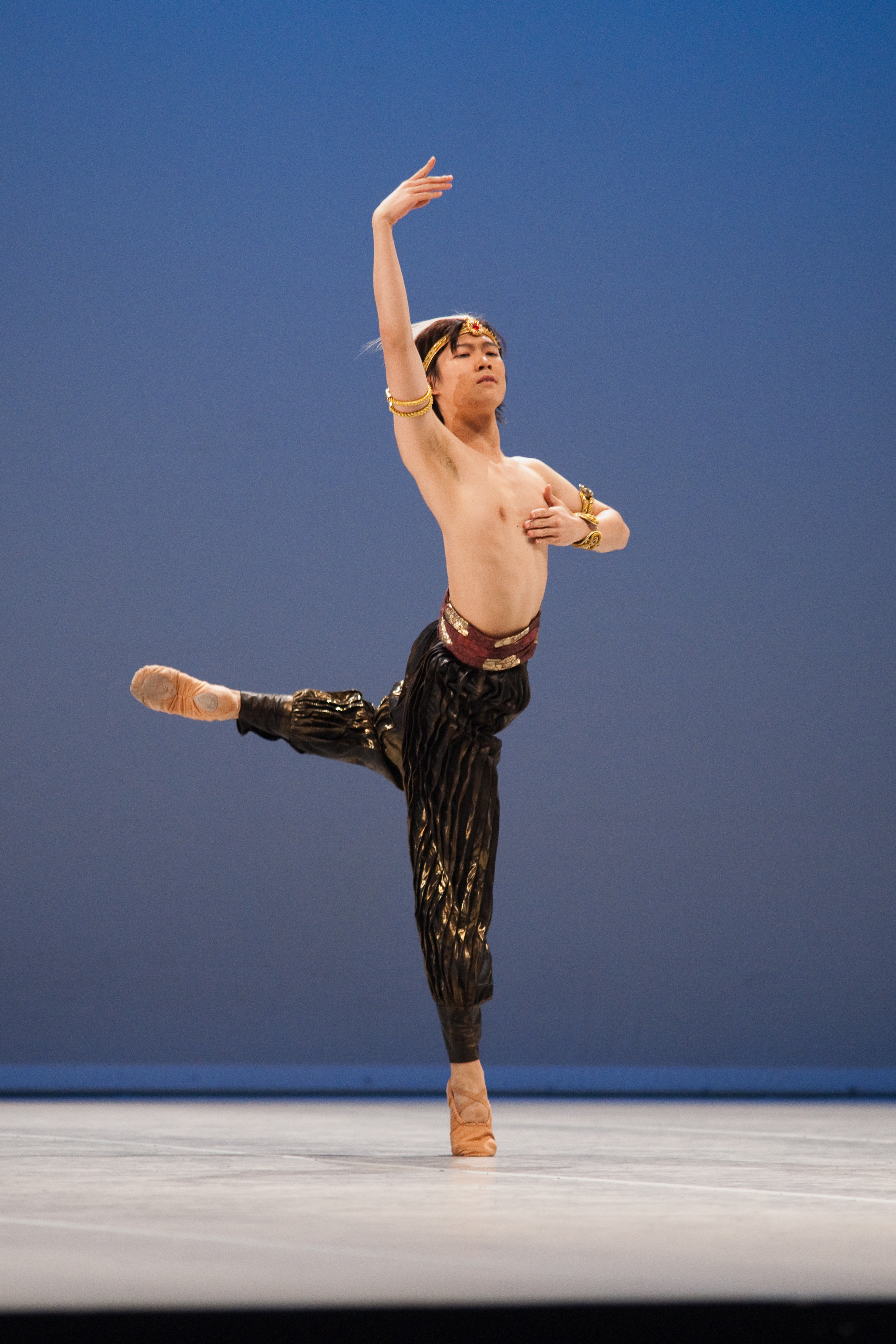
アティテュード・デリエール

Attitude（フランス語発音: [atityd]、「姿勢」の意）。動脚を膝を外旋させつつ90度に持ち上げた状態で軸脚で立った姿勢。動脚の膝の角度や、足と膝の高さの関係は、バレエ・テクニックにより異なる。動脚は体の前（ドゥヴァン）、後ろ（デリエール）、横（ア・ラ・スゴンド）のいずれかに保持する。アティチュード・デリエールの際に、太ももを正中線のどの位置に持ってくるかはバレエ・テクニックによって異なる。軸脚の足は、足底を床につける（ア・テール）か母指球で立つ（ドゥミ・ポワント）、あるいは爪先で立つ（アン・ポワント）のいずれでもよく、軸脚自体も伸ばすだけでなく曲げても（フォンデュ）よい。

### ア・テール
À terre（フランス語発音: [a tɛʁ]、「地上で」の意）。動作を床の上で行うことを指す。例えば、ロン・ドゥ・ジャンブを動脚爪先を床上に保って行う場合はロン・ドゥ・ジャンブ・ア・テールという。また、足底を床に着けて立った状態もア・テールという。

### アプロム
Aplomb。熟練し、自信を持って演ずるダンサーが見せる、見た目の優雅さと正確さが両立した状態を言う。

### ア・ラ・カトリエーム
À la quatrième（フランス語発音: [a la katʁijɛm]、「4番に」の意）。身体をアン・ファス（en face、客席に正対）にして、腕を2番ポジションに置き、片足を前の4番（カトリエーム・ドゥヴァン、quatrième devant）または後ろの4番（カトリエーム・デリエール、quatrième derrière）とした体勢とすること。

### ア・ラ・スゴンド
À la seconde（フランス語発音: [a la səɡɔ̃d]、「2番に」の意）。ステップの際に言う場合には、「横に」の意味となる。2番ポジションのことを指す。日本語ではア・ラ・セゴン、ア・ラ・スコンド、ア・ラ・セコンドと読むこともある。

### アラベスク
Arabesque（フランス語発音: [aʁabɛsk]、「アラビア風」の意）。ダンス、特にバレエにおいては、ダンサーが片方の脚（軸脚）で立ち、もう一方の脚（動脚）を身体の後方にまっすぐ伸ばした姿勢を言う。腕はさまざまなポジションを取りうる。軸脚は足裏を床に付ける（ア・テール）、母指球で立つ（ドゥミ・ポワントまたはルルヴェ）、爪先の先端（アン・ポワント）のいずれかとなる。

### アリエール
Arrière（「後方」の意）。ア・ナリエール（en arrière、フランス語発音: [ɑ̃n aʁjɛːʁ]）で「後方に」となる。客席から離れる方向への動作を示す。

### アレグロ
Allegro（イタリア語発音: [alˈleːɡro]、「幸福、快活」の意）。
1. 活発で活気のある動作。アッサンブレやシャンジュマン、アントルシャ、ソテ、シソンヌ、スーブルソーといったダンサーが宙に舞うものを含む多くの動作について言う。
2. バレエにおいては、テンポに関係なく、すべてのジャンプを指す。
3. バレエ教室において伝統的に行われるレッスンのカテゴリ。たとえば、プチ・アレグロ（小さく、一般的には速いジャンプ）やグラン・アレグロ（大きく、一般的には遅いジャンプ）を指す。

### アロンジェ
Allongé（フランス語発音: [alɔ̃ʒe]、「細長い」の意）。足と脚のポジションについて、通常の柔らかな曲線を形作るかわりに、爪先と膝を伸ばして引き延ばした状態をいう。

### アロンディ
Arrondi（フランス語発音: [aʁɔ̃di]、「丸みを帯びた」の意）。手のポジションについて、アロンジェとは逆に緩やかに曲げて丸みを帯びた状態をいう。

### アン
En（フランス語発音: [ɑ̃]、「～で」の意）。ポジションや姿勢（アン・プリエ、アン・ルルヴェ、アン・ポワントなど）、移動方向（アン・ナヴァン、ア・ナリエール、アン・ドゥダン。アン・ドゥオールなど）を指示する前置詞である。

### アンシェヌマン
Enchaînement（フランス語発音: [ɑ̃ʃεnmɑ̃]、「連鎖した」の意）。2種類以上のパを組み合わせた一連の動きを指す語。オーディションなどではその場で指定されたアンシェヌマンをこなすことを求められることが多い。

### アントルシャ
Entrechat（フランス語発音: [ɑ̃tʁəʃa]、イタリア語 intrecciataから、「絡み合った」の意）。ジャンプ中に空中で脚を前後で交差させて打ち合わせるステップ。アントルシャ・カトル（entrechat quatre）では、右足を前にした5番ポジションから足を交差させた状態で跳び、シャンジュマンして左太ももの後ろで右太ももを叩き、さらにシャンジュマンして前に移した右太ももの後ろで左太ももの前を叩き、開始時と同じポジションに両脚で着地する。アントルシャ・シス（entrechat six、sixは6の意）は空中で3回足を切り替え、降りる脚のポジションも入れ替わる。偶数のアントルシャは脚が空中で交差する回数を示し、単純なシャンジュマンでは2回（外1回、内1回）、アントルシャ・カトルは外2回＋内2回の4回、シスは外3回＋内3回の6回、ユイット（huit、8の意）は外4回＋内4回の8回である。奇数のアントルシャは、脚が交差する回数は1つ前の数のアントルシャと同じながら片脚で着地するもので、アントルシャ・サンク（entrechat cinq、cinqは5の意）はアントルシャ・カトルと空中の姿勢は同じで片脚で降りる。

### アントレ
Entrée（フランス語発音: [ɑ̃tʁe]）。
1. グラン・パの導入部分。
2. 舞台上に主人公あるいは登場人物が最初に現れること。

### アントレ・ド・バレエ
バレ・ド・クールやディヴェルティスマン、コメディ＝バレ、オペラ＝バレ、さらには叙情悲劇における自律的なシーンで、シナリオの内または外で数人のダンサーにより演じられるもの。

### アンボワテ
Emboîté（フランス語発音: [ɑ̃bwate]、「はめ込まれた」の意）。
1. 前、または後ろへ小さく移動するステップ。両脚を、交互に前の脚を通過してからク・ドゥ・ピエに入れることを繰り返す。どちらの脚も空中ではまっすぐ下に伸ばし、片脚でク・ドゥ・ピエに入れて着地する。多くの場合、ジャンプ毎に半回転するターン（アン・トゥールナン）とともに行う。
2. 移動しながら連続して行うジャンプで、両脚を交互に前の脚を通過してからアティチュード・ドゥヴァンに入れることを繰り返すもの。
3. ポワントまたはドゥミ・ポワントで行う、前または後ろへの小移動の動作。スー・シュに立ち、片足を横にすり出してから開始した位置とは反対の位置（前または後ろ）で閉じる。この動きを連続して数回繰り返し、足を交互に動かして移動する。
4. トゥール・ピケ/ピケ・ターンのバリエーションで、半回転のピケ・ターンから続けて動脚を軸脚に踏み換え、元の軸脚をルティレに引き上げてターンを終えるもの。数回連続して行うこともできる。ピケ・ターンも参照。

### ヴァリアシオン
ソロのダンス。ヴァリエーション、バリエーションとも。

### ヴィルトゥオーソ
優れた技術力とスキルを備えたダンサーのこと。

### ウーヴェルト、ウーベルト
Ouvert、ouverte（フランス語発音: [uvɛʁ(t)]、「開く、開いた」の意）。フェルメの対義語。ポジション（足の2番ポジションと4番ポジションは足を開いた状態、すなわちウーヴェルトの位置）や手足、方向または特定の動作について言う言葉。

### エカルテ
Écarté（フランス語発音: [ekaʁte]、「広げる」の意。「分かれて広がる」という文脈で使う）。身体の基本的なポジションの1つで、観客に対して斜めを向き、客席側の脚を体側に開き、もう一方の脚は対角方向で床に下ろすか持ち上げた（アン・レールした）姿勢。動脚と同じ側の腕（すなわち客席側の腕）は上に挙げ（アン・オー）、反対の腕は2番に入れる。このとき視線は挙げた腕に向ける。
上記の姿勢は多くのバレエ学校でエカルテ・デリエールと呼ばれるが、フランスではこちらをエカルテ・ドゥヴァンといい、エカルテ・デリエールは身体と同じ向きの脚を動脚として2番に入れる、すなわち舞台側の脚を動脚とするところが異なる。このとき舞台側の腕をアン・オーとし、視線は2番に入れた腕の方に向ける。

### エシャペ
Échappé（フランス語発音: [eʃape]、「逃げた」の意）。エシャッペとも。脚を閉じたポジション（1番または5番）から開いたポジション（2番または4番）に動かすこと。エシャペには、エシャペ・ソテ（ échappé sauté）とエシャペ・スュル・ル・ポワント（échappé sur les pointes）またはエシャペ・スュル・ル・ドゥミ・ポワント（échappé sur les demi-pointes）の2種類がある。エシャペ・ソテでは、深くプリエしてから跳び、脚を2番（1番から始めた場合）または4番（5番から始めた場合）に「逃がして」、ドゥミ・プリエに降りる。エシャペ・スュル・ル・ポワントまたはドゥミ・ポワントでは、深くプリエしてからポワントまたはドゥミ・ポワントまで跳ね上がり、膝がまっすぐになったところで2番（1番から始めた場合）または4番（5番から始めた場合）に降りる。振付によって、元の場所に降りる場合と降りない場合がある。

### エポールマン
Épaulement（フランス語発音: [epolmɑ̃]、「肩をすくめる」の意）。ポーズまたはステップの際に、腰に対して肩と頭を捻ること。腰から上の体の動きについてのみ言う。頭は通常、客席側の肩越しに見える。立体感を強調して見せる効果がある。

### エポーレ
Épaulé（フランス語発音: [epole]、「肩を張った」の意）、身体またはエポールマンの位置の1つで、身体を観客に対して斜めに構え、客席側の腕を前でアロンジェし、客席側の脚を引くことで客席側の肩を客席側に張り出す姿勢。たとえば第2アラベスクなど。

### エレヴェ
Élevé（フランス語発音: [elve]、「挙げられた、持ち上げられた」の意）。足底を床に着けて脚を伸ばした状態からポワントまたはドゥミ・ポワントに引き上げること。一部のバレエ学校では、ルルヴェの対義語（ルルヴェはプリエから膝を伸ばす動作）として用いるが、フランスやロシア、チェケッティ・メソッドではルルヴェはこのどちらの概念をも包含した語として使われる。

### オルテンシア
Hortensia。男性ダンサーのステップで、足を前に出した状態で空中に跳び上がり、着地するまでの間に空中で脚を何度か入れ替えるもの。空中で泳いでいるかのようなステップになる。

## か

### カトリエーム
Quatrième（フランス語発音: [katʁijɛːm]、「第4の」の意）。

### カトル
Quatre（フランス語発音: [katʁ]、「4」の意）。パ・ド・カトル（4人でのダンス）のように、何かが4つあることを言う。

### カブリオール

ダブル・カブリオール・デリエール

Cabriole（フランス語発音: [kabʁijɔl]、「跳ね回る」の意）。伸ばした脚を空中で打ち合わせるステップ。カブリオールは、45度で行うプチ・カブリオールと、90度で行うグラン・カブリオールがある。空中に上がった動脚に、跳ね上げた軸脚を打ち合わせ、動脚をさらに上に跳ね上げ後、軸脚で着地する。カブリオールは、クロワゼ、エファッセ、エカルテなど任意の体勢で、ドゥヴァン、デリエール、ア・ラ・スゴンドの向きに行うことができる。

### カマ足
足首から下が間違った方向へ向いていることを指す。アン・ポワントまたはドゥミ・ポワントの状態で、足先がまっすぐ下を向いているべきところが左右に傾いていること、あるいは爪先が踝や踵より後ろにあるべきなのに前に出ていることを指す。カマ足になっていると、足首が外側に倒れて捻挫する恐れがある。英語ではSickle（シックル）という。

### ガルグイヤード
Gargouillade（直訳は「ガルグイユのように」の意。ガルグイユは雨樋の機能を持つ怪物の形をした彫刻で、口から雨水をバシャバシャと吐き出す。転じて「バシャバシャ水音を立てるように」という意味で用いる）。ダブルのロン・ドゥ・ジャンブ・アン・レールを伴うパ・ドゥ・シャを含む複雑なジャンプ。ロン・ドゥ・ジャンブ・アン・レールを水をかき回す様子に見立てたもので、次の順番で行う。
1. 右脚前の5番ポジションから、右足で床を擦ってア・ラ・スゴンドへ蹴り出す
2. その足をダブル・ロン・ドゥ・ジャンブ・アン・レール・アン・ドゥオールしながら左足を踏み切って跳ぶ
3. さらに左足でダブル・ロン・ドゥ・ジャンブ・アン・レール・アン・ドゥダンを行って着地（このとき空中に跳んでから両脚を広げる体勢となるので足を伸ばさないパ・ドゥ・シャとなる）
4. すぐに左足を右足の前におろして、5番ポジションのドゥミ・プリエで終わる

ロシアでは最初の脚が着地するまでは同じだが、後から降りる脚をクロワゼ・ドゥヴァンに伸ばして、その足に体重を移し、少し前に移動しながらアッサンブレしてプリエで終わる。

### カンブレ
Cambré（フランス語発音: [kɑ̃bʁe]、「アーチ状に」の意）。腰を前、後ろ、または横に曲げる動き。

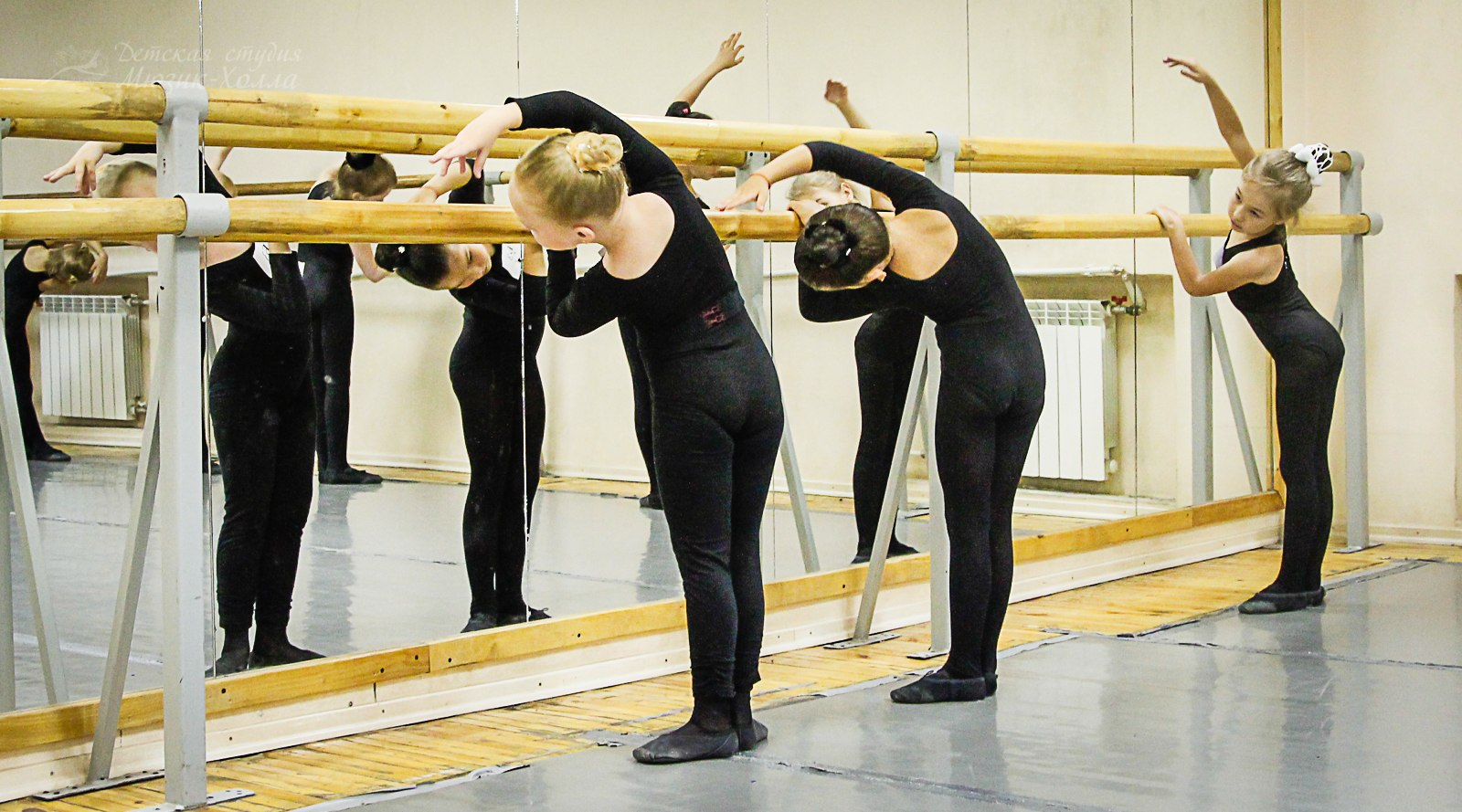
カンブレを行う学生

### ク・ドゥ・ピエ
Cou-de-pied（フランス語発音: [ku də pje]、「足首」の意）。動脚の足を甲を出して持ち上げ、軸脚の足首の高さに挙げるか足首に乗せるかした状態。足の位置は軸脚の前に出すドゥヴァン、後ろに下げたデリエール、足首に巻き付けた状態（動脚の足の踵は軸脚の踝の前、動脚の足の爪先は軸脚の踝の後ろになるようにして、土踏まずを足首に巻き付ける）にするスュル・ル・ク・ドゥ・ピエのいずれかとなる。バレエ学校あるいは教授法により、ク・ドゥ・ピエ・ドゥヴァンとするかスュル・ル・ク・ドゥ・ピエとするかが異なる。

### クペ
Coupé（フランス語発音: [kupe]、「切る」の意）。クペはステップおよび動作のどちらも指す。通常、ク・ドゥ・ピエの前から後ろ、またはその逆に行い、軸脚を切り替える。また、脚を伸ばした状態からフォンデュしながら、あるいはジュテから降りるときのように直接5番ポジションを通って行うこともできる。クペは、脚を閉じたポジションでしかできない。
ワガノワ・メソッドでは、特定のアレグロの準備動作を除いてクペという語はめったに使われず、「5番ポジションを通ってトンベ (tombé through fifth position)」というのが普通である。
米国では、ク・ドゥ・ピエの位置を指して「クペ」ということがある。

### グラン・ジュテ

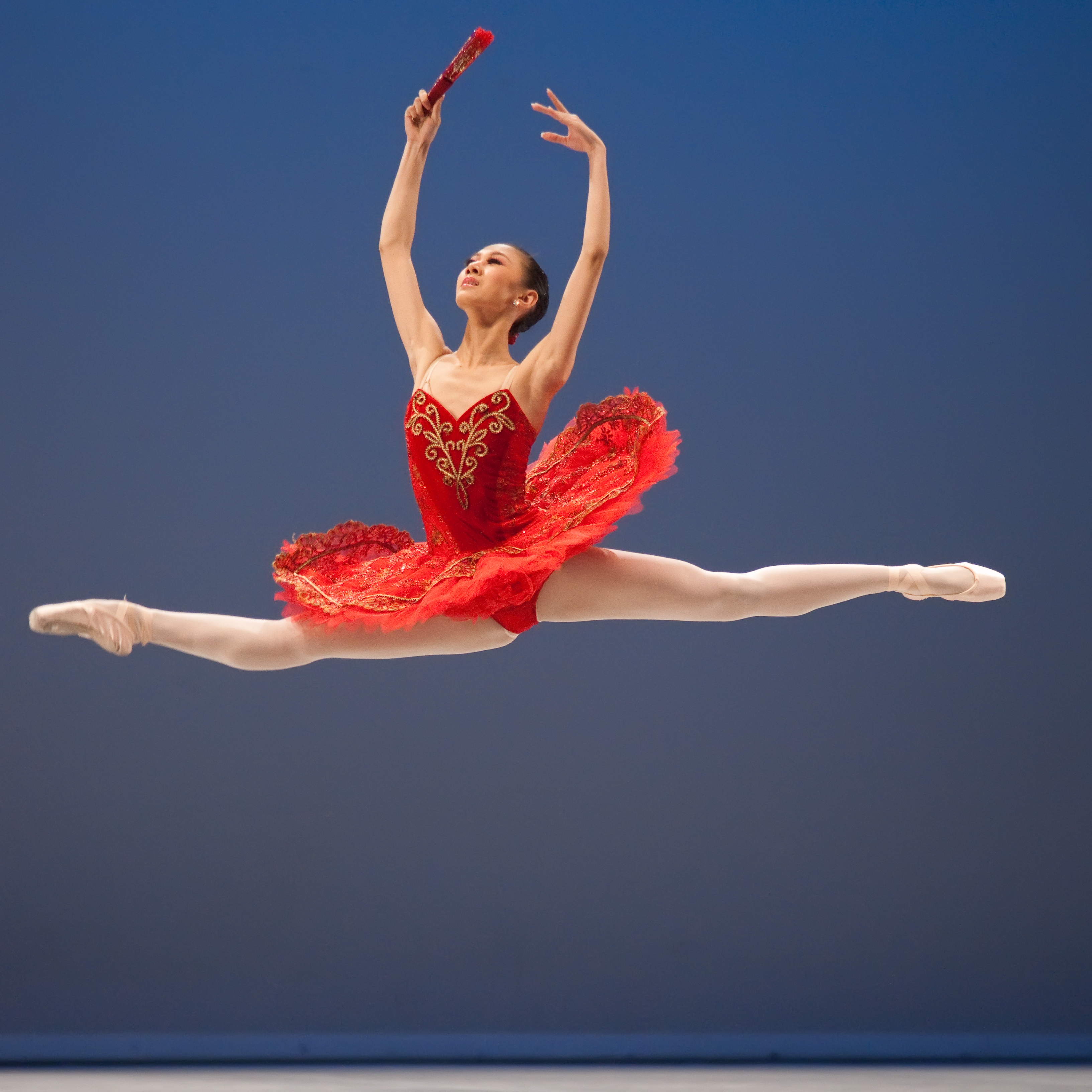
グラン・ジュテ

Grand jeté（フランス語発音: [ɡʁɑ̃ ʒəte]）。大きく長い水平ジャンプ。片方の脚を振り上げて跳び、空中でグラン・テカール（スプリット）を行って、もう一方の脚で降りる。通常は前方にジャンプする。前脚をグラン・バットマンから前方の空中に振り上げ、後ろ脚はデヴェロッペする。後ろ脚をしっかり後方に引き上げることでスプリットする。グラン・ジュテは前方（アン・ナヴァン）、横方向（ア・ラ・スゴンド）、後方（ア・ナリエール）あるいは回転しながら（アン・トゥールナン）行うことができる。ジャンプの最高点で目一杯スプリットを入れることが重要である。前脚をしっかり引き上げ、重心をやや前に置くことで、ダンサーが滑空しているかのような印象を与えることができる。

### グラン・テカール
Grand écart（フランス語発音: [ɡʁɑ̃t ekaʁ]、「大きなギャップ」の意）。前後または左右に180度開脚（股割り）する動作。ドイツ語ではシュパーガト（spagat）、英語では スプリット（splits）またはジャンプ・スプリット（jump splits）という。

### グラン・パ
プリンシパルなどのリードダンサーのみならず、デミソリストや場合によってはコール・ド・バレエの見せ場となる一連のダンス。通常、アントレ、グラン・アダージョ、そしてコーダと進み、終幕を迎える。グラン・アダージョの後には、しばしばコール・ド・バレエによる群舞（バラビレ、ballabileという）やデミソリストによるヴァリアシオン、リードバレリーナおよびダンスールが踊るヴァリアシオン、あるいはこれらをいくつか組み合わせたものが踊られることがある。
バレエには、次のようなさまざまな種類の「グラン・パ」がある。
- グラン・パ・ダクシオン（grand pas d'action）は、バレエの物語を説明するものである。
- グラン・パ・クラシック（grand pas classique）は、キャラクター・ダンスを含まず、すべてのステップがクラシック・バレエのテクニックに基づいて踊られるものをいう。
- グラン・パ・ド・ドゥは、全幕バレエにおいて男性および女性主人公の見せ場となる。
- 3人または4人のダンサーが踊るものは、それぞれグラン・パ・ド・トロワまたはグラン・パ・ド・カトルという。

#### グラン・パ・ドゥ・シャ
前脚をグラン・バットマンまたはデヴェロッペから前にすり上げて跳ぶジャンプ。後ろ脚は着地までルティレに入れる。

### グリッサード
Glissade（フランス語発音: [ɡlisad]、「滑る」の意）。5番ポジションのドゥミ・プリエから入る移動のステップ。重心を後ろ脚に残したまま、前脚をデガジェしてすり出し、重心を前脚に移動させながら後ろ脚をプリエからデガジェに引き上げる。前脚をトンベで降り、後ろ脚をスライドさせて5番ドゥミ・プリエで閉じる。 グリッサードは、前（アン・ナヴァン）、後ろ（ア・ナリエール）、ドゥッスゥ（5番の前の足から始めて後ろに降りる）、ドゥッシュ（5番の後ろの足から始めて前に降りる）、または足を変えずに（シャンジュマンせずに）行うことができる。

### グリッサード・プレシピテ
Glissade précipitée（フランス語発音: [ɡlisad pʁesipite]、「素早く滑る」の意） 。グリッサードを素早く行うもの。通常、グリッサード・ジュテやグリッサード・アッサンブレのように次のステップへのつなぎとして行う。

### クーリュ
Couru（フランス語発音: [kuʁy]、「走る」の過去分詞。「小走りする」の意）。多くの場合、両脚のふくらはぎを合わせた状態で足を5番ポジションのアン・ポワントまたはドゥミ・ポワントにして前後または左右に移動することを指す。たとえばパ・ド・ブーレ・クーリュ（pas de bourrée couru、ブーレと略すこともある）など。

### クローシュ
Cloche（「鐘」の意）。アン・クローシュ（en cloche、フランス語発音: [ɑ̃ klɔʃ]）で「鐘のように」となる。上半身を直立させた状態で、4番ポジションのドゥヴァンまたはデリエールから1番ポジションを通って反対側に振ることをいう。グラン・バットマンやアティチュードとともに、何度か繰り返して行うこともある。バランソワールに似ているが、バランソワールは上半身を動脚と反対側に倒す点が異なる。
ワガノワ・メソッドでは、アン・クローシュをパッセ・ラ・ジャンブ（passé la jambe）またはバットマン・パッセ・ラ・ジャンブ（battement passé la jambe）と呼ぶことがある。

### クロワ
Croix（「十字、十字架」の意）。アン・クロワ（en croix、フランス語発音: [ɑ̃ kʁwɑ]）で「十字架の形に」となる。レッスン中によく使われる用語で、前、横、後ろ、横の順に十字を描くようにステップを行い、1番ポジションまたは5番ポジションで終わることを指す。

### クロワゼ
Croisé、Croisée（フランス語発音: [kʁwɑze]、「交差」の意味）。身体またはエポールマンの位置の1つ。身体を舞台の隅に向け、観客からは斜に構えた状態に見える姿勢。動脚は前（ドゥヴァン）または後ろ（デリエール）に交差させる。
クロワゼは、脚を3番・4番・5番のいずれかのポジションとする。ダンサーが客席に対して45度の角度で立ち、客席側の脚を動脚にして前に出し、客席側の腕を2番において腕を3番または4番に開いた状態の場合、クロワゼ・ドゥヴァンの姿勢である。客席に対して45度の角度で立ち、舞台側の脚を動脚にして後ろに引き、腕を3番か4番に開くか、舞台側の腕を2番で外側に出してアラベスクでアロンジェする（アラベスク・クロワゼまたはロシア式の4番アラベスク）とクロワゼ・デリエールとなる。ロシアのバレエ学校では、客席から遠い脚を動脚にして後ろに引き、客席側の腕を2番で外側に出した姿勢をクロワゼ・デリエールという。
クロワゼの例：ダンサーが舞台左前隅を向き、右脚を前に出した状態。あるいは、右前隅を向いて、左脚を前に出した状態。

### コーダ
Coda（イタリア語発音: [ˈkoːda]、「末尾」の意）。グラン・パ（例えばグラン・パ・ド・ドゥ）の締めくくりの部分。特に大規模または複雑なコーダは、グラン・コーダと呼ばれることがある。大グループのダンサーが参加する場合には、コーダ・ジェネラーレ（coda générale）またはグラン・コーダ・ジェネラーレ（grand coda générale）ということもある。

### コテ
Côté（「横」の意）。ドゥ・コテ（de côté、フランス語発音: [də kote]）で「横向きに」となり、横に移動する動きをいう

### コリフェ
Coryphée（フランス語発音: [kɔʁife]）。ダンサーの階級で、バレエ団にもよるがコール・ド・バレエより上位でソリストより下位の階級。小さな群舞やソロの端役を演じる。

### コール・ド・バレエ
バレエ団において、一般団員（ソリストでもプリンシパルでもない、群舞や大人数の情景を担当するダンサー）のこと。多くのバレエ団ではダンサーの最下位の階級だが、パリ・オベラ座バレエではコリフェとその下のカドリーユ (quadrille) を合わせてコール・ド・バレエと呼び、単一の階級ではない。

## さ

### シェネ
Chaînés（フランス語発音: [ʃɛne]、「連鎖」の複数形）。直線または円形の経路を移動しながら脚を変えつつ回転を繰り返すステップであるトゥール・シェネ・デブレ（tours chaînés déboulés）、通称シェネ・ターンで知られる。片方の脚で半回転ずつ行い、足は1番ポジションのアン・ポワントまたはドゥミ・ポワントとする。

### シソンヌ
Sissonne（フランス語発音: [sisɔn]）。両脚で跳び、片脚で降りるジャンプ。最初にこれを跳んだダンサーの名前にちなむ。シソンヌ・ドゥッシュ（sissonne dessus）では後ろ足を前に持ってきて閉じ、 シソンヌ・ドゥッスゥ（sissonne dessous）では前足を後ろに移して閉じる。シソンヌ・フェルメ、シソンヌ・トンベ、シソンヌ・フォンデュのように、両脚で降りるものもある。

### シャッセ
Chassé（フランス語発音: [ʃase]、「追いかける」の意）。
1. 両足を曲げた状態で前後または横にスライドし、足をまっすぐ一緒に空中に跳ね上げる動作。前足を後足が追いかける形になる。ギャロップ、またはプリエして前足を押し、バネで上向きに引き起こして行う。通常は連続、あるいは他の動作との組み合わせで行う。
2. 上の動作をジャンプせずに行うもの。ジャンプする代わりに、プリエして前足を押し、別のポジションに移るか別の動作に移る。

### シャンジュマン
Changement（フランス語発音: [ʃɑ̃ʒmɑ̃]、「変化」の意）。シャンジュマン・ド・ピエ（changement de pieds）の略。足のポジションを空中で切り替えるジャンプ。たとえば、右足を前にした5番ポジションから、プリエしてジャンプすると同時に右足を後ろに切り替え、左足を前にした5番ポジションに降りる。ワガノワ・メソッドでは、足が床からギリギリ離れるぐらいで行うものをプチ・シャンジュマン・ド・ピエという。

### ジュテ
Jeté（フランス語発音: [ʒəte]、「投げられた」の意）。片方の足を、動きの方向（前後、または横方向）に投げ出したように見えるジャンプ。ジュテには、ジュテ/ジュテ・オーディネール（jeté ordinaire、RAD）、パ・ジュテ（pas jeté、ロシア）、グラン・ジュテ、トゥール・ジュテ（tour jeté、ABT）、グラン・ジュテ・アン・トゥールナン（フランス、チェケッティ）、ジュテ・アントルラセ（jeté entrelacé、ロシア）など、さまざまな種類がある。また、クぺ・ジュテ（・アン・トゥールナン）のように、他のステップと組み合わせたものもある。
- ジュテ（ジュテ・オーディネール/パ・ジュテ）：プリエから始まり、伸ばした動脚の足先をク・ドゥ・ピエ（・デリエール）から2番にデガジェして振り上げ、プリエから伸ばす軸脚の押し出しで重心を前方に移しつつ跳び上がる。前脚はトンベで降り、後ろ脚（跳び始めの軸脚）はク・ドゥ・ピエ（・デリエール）に入れて終わる。一部、これをプチ・ジュテと呼ぶところもある。

グラン・ジュテ

- グラン・ジュテ：グラン・ジュテ グラン・ジュテを参照。プリエから後脚を押しのけながら、前脚をグラン・バットマンで振り出して跳ぶジャンプ。通常、シャッセ、グリッサード・アン・ナヴァン、パ・クーリュなど、助走となる移動のステップが先行する。
- トゥール・ジュテ/ジュテ・アントルラセ：回転を伴うグラン・ジュテ。前脚のグラン・バットマン・アン・ナヴァンで始まり、続いてフェッテで体の方向を180度回転させつつ後ろ脚をグラン・バットマン・デリエールで大きく跳ね上げる。着地は前脚で降りてアラベスクで終わる。
- クペ・ジュテ・アン・トゥールナン（Coupé jeté en tournant）：マネージュで行われるステップで、最初の4分の1回転をクペによる軸脚の切り替えで始め、続いてグラン・ジュテで跳んでから残りを回って1回転する。
- プチ・ジュテ（Petit jeté）：RADとフランスのバレエ学校での用語で、ク・ドゥ・ピエを通過する片足のシャンジュマンを指す。他校ではシャンジュマン・アンボワテ（chamgement emboîté）と呼ぶ。

### スカフリ
Scáfuri。足底を床に着けた状態からドゥミ・ポワントに引き上げること。通常、グラン・パの中で両脚をターンアウトした状態ですばやく連続して複数回行う。

### スー・スー
Sous-sous（フランス語発音: [su su]、「下・下」の意）。脚をしっかり寄せた5番に入れてルルヴェ、または引き上げることで、足が触れ合い、足首が交差した状態になって、踵が二つある足1つに見えるようにすること。チェケッティ・メソッドの用語で、フランスまたはロシアではシュ・スー（Sus-sous、「上・下」の意）という。

### ストゥニュー
Soutenu（フランス語発音: [sutny]、「持続した」の意）。
1. 軸脚でドゥミ・プリエをしながら、動脚を前後または横方向に踵を押し出すように引き伸ばす動作。
2. ストゥニュー・アン・トゥールナンの略。

### ストゥニュー・アン・トゥールナン
Soutenu en tournant。トゥール・シェネ・デブーレ同様に、すばやく連続して複数回行うターン。ドゥミ・プリエから動脚を進行方向にタンジュし、動脚をポワントまたはドゥミ・ポワントで降りて体重を移す。それと同時に軸脚を動脚の後ろに引き寄せて5番ポジションに降り、そのまま体重を移した脚を軸脚としてアン・ドゥダンにターンするもの。
チェケッティ・メソッドではアッサンブレ・ストゥニュー・アン・トゥールナンの略語であり、ロシアではグリッサード・アン・トゥールナンという。
バーでアン・ドゥミ・ポワントでサイドを切り替える場合、1回転ではなく半回転しかせず、足をタンジュで伸ばすこともない。デトゥルネとは異なり、フィニッシュ時に軸足を切り替える（5番ポジションで始めると降りるとき自然に軸脚を切り替えられるが、他のポジションから始めた場合は、足を切り替える動作が入る）。

### スプリット
両脚がそれぞれ反対方向に伸びている姿勢。体側方向に伸びているものをストラドル・スプリット、身体の前後方向に伸びているものをフロント・スプリットという。日本語では「股割り」。グラン・ジュテやアラベスク・パンシェなど、多くのムーブメントで見られる。

### スーブルソー
Soubresaut（フランス語発音: [subʁəso]）。1番、3番または5番ポジションから、前方に移動しながら両脚で跳ねるか跳び、両脚で同じポジションに降りる動作。

### スュル・ル・ク・ドゥ・ピエ
Sur le cou-de-pied（フランス語発音: [syʁ lə ku də pje]、「足首に乗せて」の意）。アーチ状に曲げた動脚の足を、軸脚の脹脛の付け根から踝の位置に巻き付けるように寄せるもの。スュル・ル・ク・ドゥ・ピエ・ドゥヴァンでは動脚の足は爪先は後ろを向けつつ踵を軸脚の前に出すので、動脚の足の甲が軸脚に触れる形になる。スュル・ル・ク・ドゥ・ピエ・デリエールでは動脚の踵は軸脚の後ろに置く。プチ・バットマンではスュル・ル・ク・ドゥ・ピエ・ドゥヴァンとデリエールが交互に繰り返される。

### ソテ
Sauté（フランス語発音: [sote]、「ジャンプ」の意）。ジャンプするステップを言う。たとえば、ソテ・アラベスクは軸脚で跳びながら行うアラベスクを指す。

### ソ・ドゥ・シャ
Saut de chat（フランス語発音: [so də ʃa]、「猫のジャンプ」の意）。RADおよびABTでは、グラン・ジュテで通常は前脚をグラン・バットマンから入るところを、デヴェロッペから伸ばして跳ぶものを言う。これは他校ではグラン・ジュテ・デヴェロッペ（grande jété développé）と呼ばれる。
フランスのバレエ学校およびチェケッティ・メソッドでは、RADおよび ABTでパ・ドゥ・シャと読んでいるものをソ・ドゥ・シャと呼ぶ。

## た

### タイツ
ほとんどのバレエダンサーは、練習の際、または本番でも一部のコンテンポラリーやキャラクター・ダンス、あるいはヴァリアシオンを演じる場合を除いて、タイツを着用する。

### ターンアウト

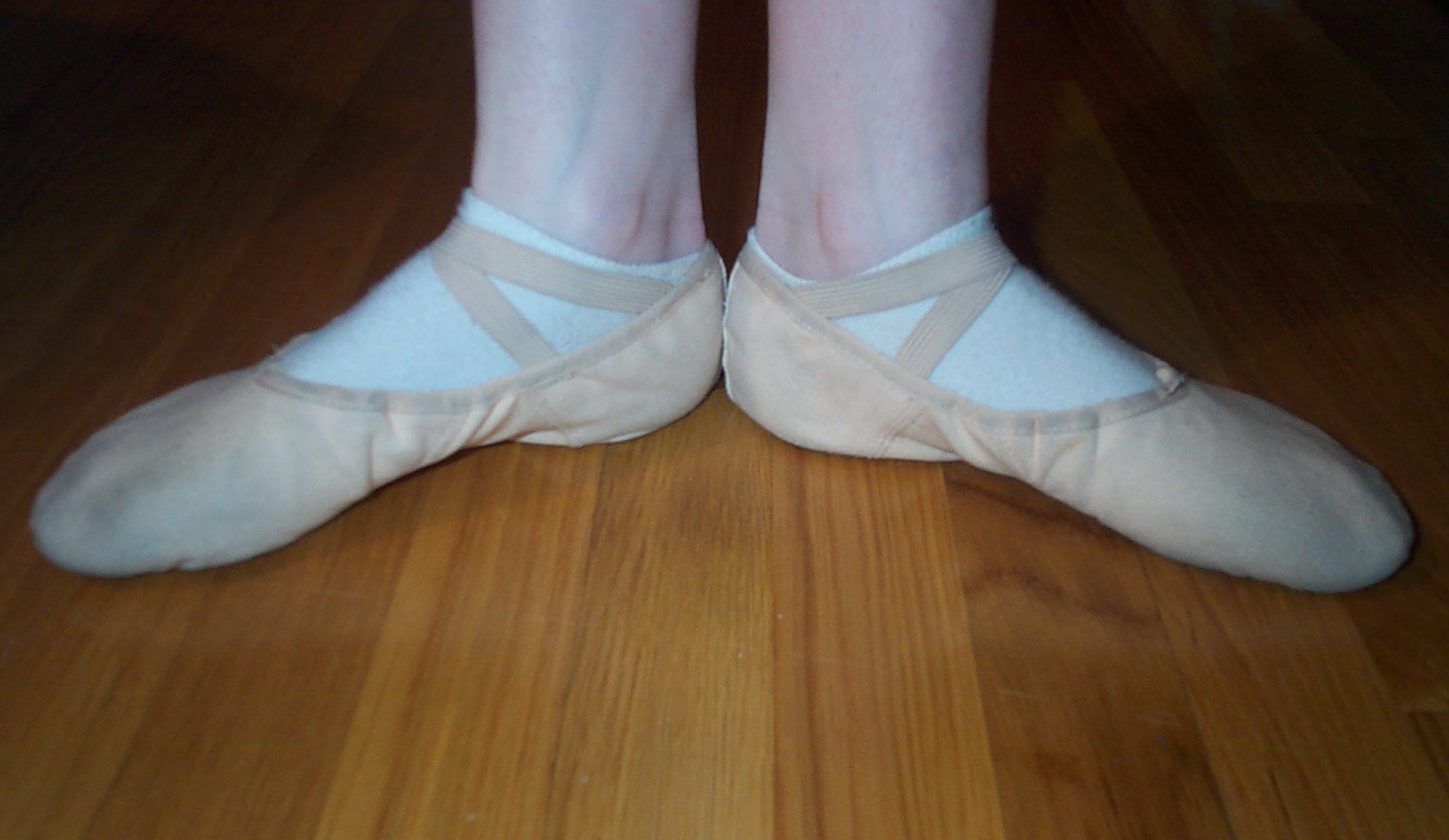
足の第1ポジション

Turn out。脚を付け根から外旋させ、両脚の膝と足が互いに反対側を向いた状態。フランス語ではこれもアン・ドゥオールという。

### タンジュ、タンデュ

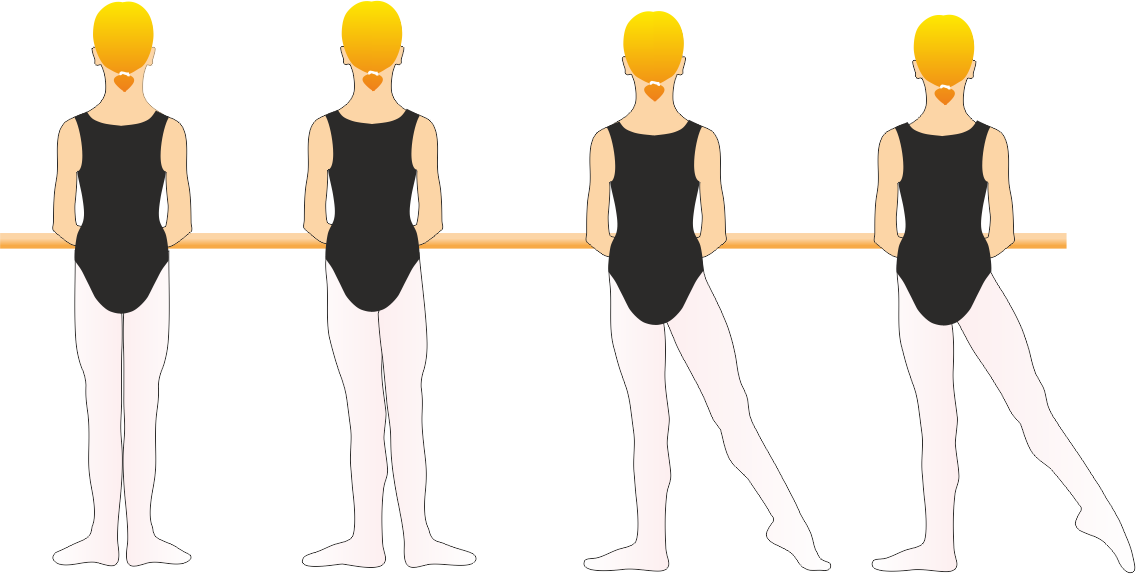
バーでのタンジュ

Tendu（フランス語発音: [tɑ̃dy]、「伸ばされた」の意）。バットマン・タンジュの略語。動脚を徐々に前、横または後ろに伸ばしながら、足を足底が床に着いた状態からドゥミ・ポワントを経て爪先だけが床に着いている状態にする（タンジュ・ア・テール）か、爪先だけが床から浮いた状態にする（タンジュ・アン・レール）動作。

### ダンスーズ
Danseuse（フランス語発音: [dɑ̃søz]）。女性バレエダンサー。

### ダンスール
Danseur（フランス語発音: [dɑ̃sœʁ]）。男性バレエダンサー。

### ダンスール・ノーブル
Danseur noble（フランス語発音: [dɑ̃sœʁ nɔbl]）クラシック・バレエにおける王子などの高貴な身分の役柄の表現に優れた男性バレエダンサー。

### タン・リエ
Temps lié（フランス語発音: [tɑ̃ lje]、「繋がった拍」の意）。滑る動きを伴わずに、ポジションを移しながら重心を一方の脚から他方の脚に滑らかに移す動作をいう。たとえば、やわらかいドゥミ・プリエで足を5番から4番または2番ポジションを通りながら前後左右に重心の移動を行う一連の動作を指す。

### タン・ルヴェ
Temps levé（フランス語発音: [tɑ̃ l(ə)ve]、「時間の経過」の意）。チェケッティ・メソッドの用語で、片足で跳び、もう一方の足が任意の位置に上がっていることを指す。足の甲が地面を離れるときに完全にアーチ型になるように、爪先の力とドゥミ・プリエから伸ばす脚のバネで跳ばなければならない。
チェケッティ・メソッドでは、5番ポジションで片方の足を上げてスュル・ル・ク・ドゥ・ピエにしたところから跳ねる動きを指す。ロシアやフランスでは、同じ動きをシソンヌ・サンプル（sissonne simple）という。

### タン・ルヴェ・ソテ
Temps levé sauté（フランス語発音: [tɑ̃ l(ə)ve sote]、「拍を置いたジャンプ」の意）。ロシアのバレエ学校での用語で、あるポジションからドゥミ・プリエして両足で跳び上がり、同じポジションに降りる動作をいう。同じポジションに降りなければ単なるソテである。片足で行うとタン・ルヴェになる。

### チュチュ
何枚か重ねたチュール布またはターラタンで作ったスカート。通常はウェストまたはヒップのラインで平らに作られる（クラシック・チュチュ）。平らにせず、自由に流したものはロマンティック・チュチュという。

### ディヴェルティスマン
Divertissement（フランス語発音: [divεrtismɑ̃]、「余興、気晴らし」の意）。ディベルティスマンとも。ストーリーの流れとは直接関係のない、多彩な小品が連続して踊られる場面のこと。しばしば技巧的な振付でダンサーの見せ場となることもある。

### デヴェロッペ

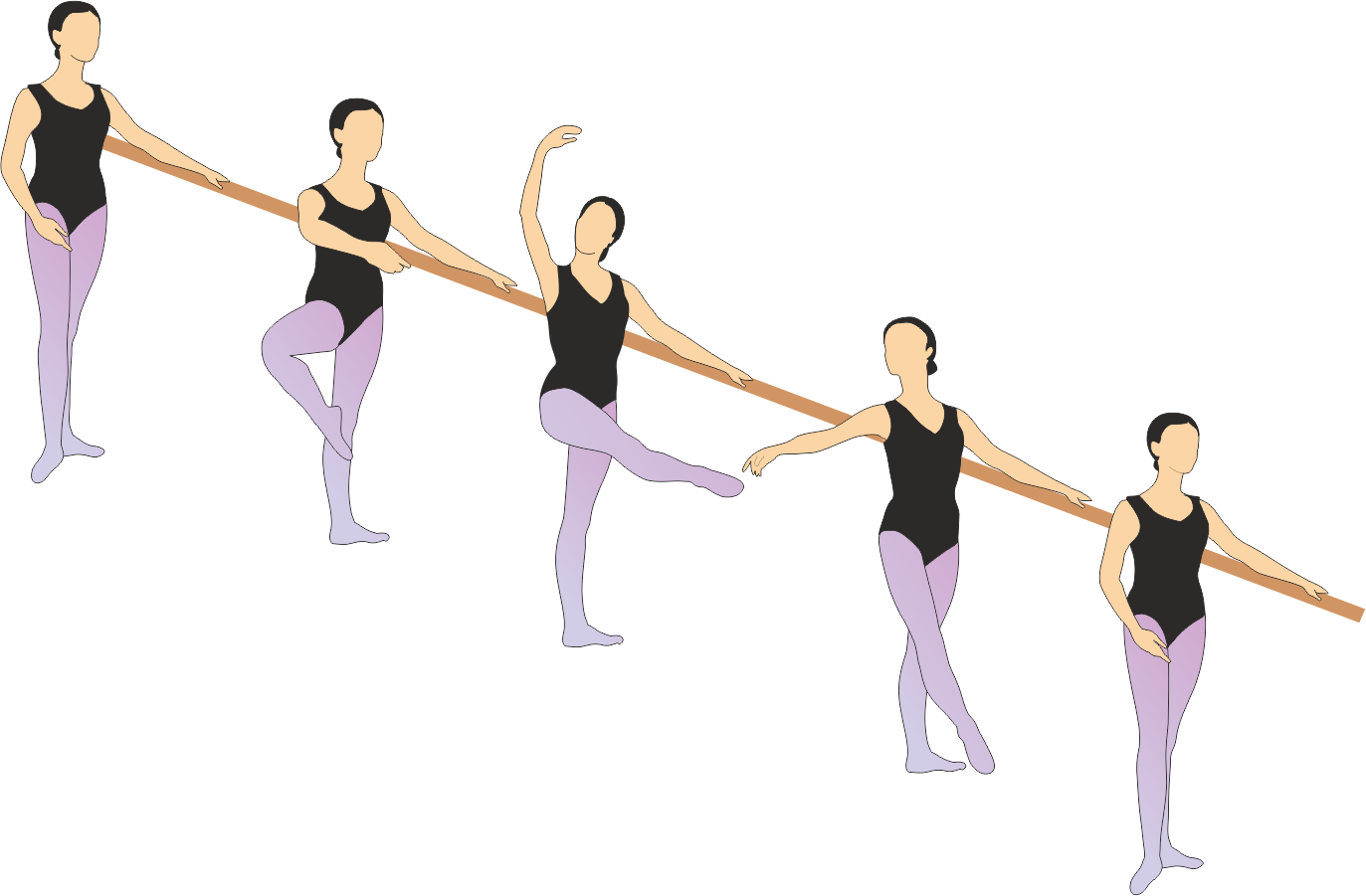
デヴェロッペ

Développé（フランス語発音: [devlɔpe]）。デヴロッペとも。タン・デヴェロッペ（temps développé）の略語。脚を持ち上げてク・ドゥ・ピエまたはルティレにした後、完全に外側に伸ばしてアティチュードを経て下ろす動作。動かす向きは前（ドゥヴァン）、横（ア・ラ・スゴンド）または後ろ（デリエール）のいずれかが指定される。

### デガジェ
Dégagé（フランス語発音: [deɡaʒe]、「解放された」の意）。バットマン・デガジェ（battement dégagé）の略語。動脚の足をタンジュを経て45度またはそれ以下の角度に鋭く擦り出す動作。デガジェは、ジュテ、アッサンブレ、ブリゼ、グリッサードなどのジャンプの開始動作にあたる。
これは主にチェケッティ・メソッドやRADにおける用語で、ロシアではバットマン・タンジュ・ジュテ（battement tendu jeté）、フランスではバットマン・グリッセ（battement glissé）という。

### デブーレ
Déboulé（フランス語発音: [debule]、「急いで」の意）。シェネ（レ・トゥール・シェネ・デブーレ、les tours chaînés déboulés）と同じ動きを指す別の用語。両脚をほぼ閉じたまま、アン・ポワントまたはドゥミ・ポワントで片足を踏んで半回転、続いてもう一方の足を踏んでもう半回転することで素早く1回転する動作。

### デリエール
Derrière（フランス語発音: [dɛʁjɛːʁ]、「後ろ」の意）。後ろで、または後ろに動かすことを言う。たとえば、バットマン・タンジュ・デリエールといえば、身体の後ろでバットマン・タンジュを行う。

### ドゥヴァン
Devant（フランス語発音: [dəvɑ̃]、「前」の意）。タンジュ・ドゥヴァン、またはアティチュード・ドゥヴァンのように、前を向く、あるいは前方に動くことを指す。

### ドゥオール
Dehors（「外向き」の意）。アン・ドゥオール（en dehors、フランス語発音: [ɑ̃ dəɔʁ]）で 「外向きに」となる。外側への動き。
1. 脚を前または横から振り出して、後ろに向かって動かす円運動を指す。動脚が右脚の場合は時計回り、左脚の場合は反時計回りとなる。ロン・ドゥ・ジャンブ・アン・ドゥオールの場合、1番ポジションで始まって脚を前にタンジュ、そこから横にタンジュ、後ろにタンジュして前に戻して1番ポジションに降りる。
2. 動脚の方向への回転運動を指す。ピルエット・アン・ドゥオールというと、左脚を上げているダンサーは左に回る（動脚が左なので左がアン・ドゥオールの方向）。アン・ドゥダンの反対の動き。

### ドゥダン
Dedans（「内向き」の意）。アン・ドゥダン（en dedans、フランス語発音: [ɑ̃ dədɑ̃]）で 「内向きに」となる。内側への動き。
1. 脚を後ろまたは横から振り出して、前に向かって動かす円運動を指す。動脚が右脚の場合は反時計回り、左脚の場合は時計回りとなる。ロン・ドゥ・ジャンブ・アン・ドゥダンの場合、1番ポジションで始まって脚を後ろにタンジュ、そこから横にタンジュ、前にタンジュして後ろに戻して1番ポジションに降りる。
2. 軸脚の方向への回転運動を指す。ピルエット・アン・ドゥダンというと、左脚を上げているダンサーは右に回る（動脚が左なので軸脚は右、従って右がアン・ドゥダンの方向）。アン・ドゥオールの反対の動き。

### ドゥッシュ
Dessus（フランス語発音: [dəsy]、「上」の意）。ステップ中に後脚をもう一方の脚の前に着けて降りなければならないことを表す。たとえばアッサンブレやパ・ド・ブーレ、グリッサードの際に指示される。

### ドゥッスゥ
Dessous（フランス語発音: [dəsu]、「下」の意）。ステップ中に前脚をもう一方の脚の後ろに着けて降りなければならないことを表す。たとえばアッサンブレやパ・ド・ブーレ、グリッサードの際に指示される。

### ドゥブル、ダブル
Double（フランス語発音: [dubl]、「ダブル」の意）。ある動作を2回行うことを示す。ドゥブル・ロン・ドゥ・ジャンブ・アン・レールといった場合、ロン・ドゥ・ジャンブ・アン・レールを2回行う。

### ドゥミ、デミ
Demi（フランス語発音: [dəmi]、「半分」、「少し」の意味）。プリエ、ポワントなどの動作やポジションに付加して、「小さく」「少し」を示すのに用いる。

### ドゥミ・デトゥルネ
Demi-détourné（フランス語発音: [dəmi detuʁne]）。両足で行う半回転の動作。たとえば、右足を前にした5番ポジションから始める場合、ドゥミ・ポワントで立ってドゥミ・プリエからルルヴェして内側（アン・ドゥダン、この場合は後ろ脚となる左脚が軸脚なので左周り）に半回転する。このとき足のポジションが変わり、左足が前の5番ポジションとなる。

### ドゥミ・ポワント
Demi-pointe（フランス語発音: [dəmi pwɛ̃t]）。踵を床から浮かせ、一方または両方の足の母指球で体重を支えて立つこと。

### トゥール・アン・レール

トゥール・アン・レール

Tours en l'air（フランス語発音: [tuʁz ɑ̃ l ɛːʁ]、「空中で回る」の意）。空中で回転するジャンプで、通常は男性が行う。着地は両足、あるいは片足でもう一方の足を伸ばしたアティチュードまたはアラベスクで降りる。ヴァリアシオンの締めのように、片膝を床に着いてもよい。シングルは360度、ダブルは720度の回転となる。ヴァーツラフ・ニジンスキーはトリプルのトゥール・アン・レールを行ったことで有名である。

### トンベ
Tombé（フランス語発音: [tɔ̃be]、「落ちた」の意）。降りる動き。例えばパ・ド・ブーレなど移動ステップへの導入動作として用いられる。トンベ・アン・ナヴァンは前方にクペして4番ポジションのドゥヴァンにデガジェして始まり、伸ばした脚を床に下ろして脚をプリエし、重心を前脚に移しながら後ろ脚を床から持ち上げてデガジェ（4番のデリエール）する。2番へのチンベは前脚を2番にデガジェして始め、前足を床に下ろして脚をプリエ、後ろ脚は床から持ち上げて逆側の2番にデガジェする。トンベ・アン・ナヴァンはクペの代わりに足を小さく擦り上げて始めてもよい。
ワガノワ・メソッドではシソンヌ・ウーヴェルト・トンベの略でトンベという。

## は

### パ
Pas（フランス語発音: [pɑ]、「ステップ」の意）。1つ1つのステップを指すこともあれば、グラン・パのように一連のダンスを指すこともある。

### バー、バレ

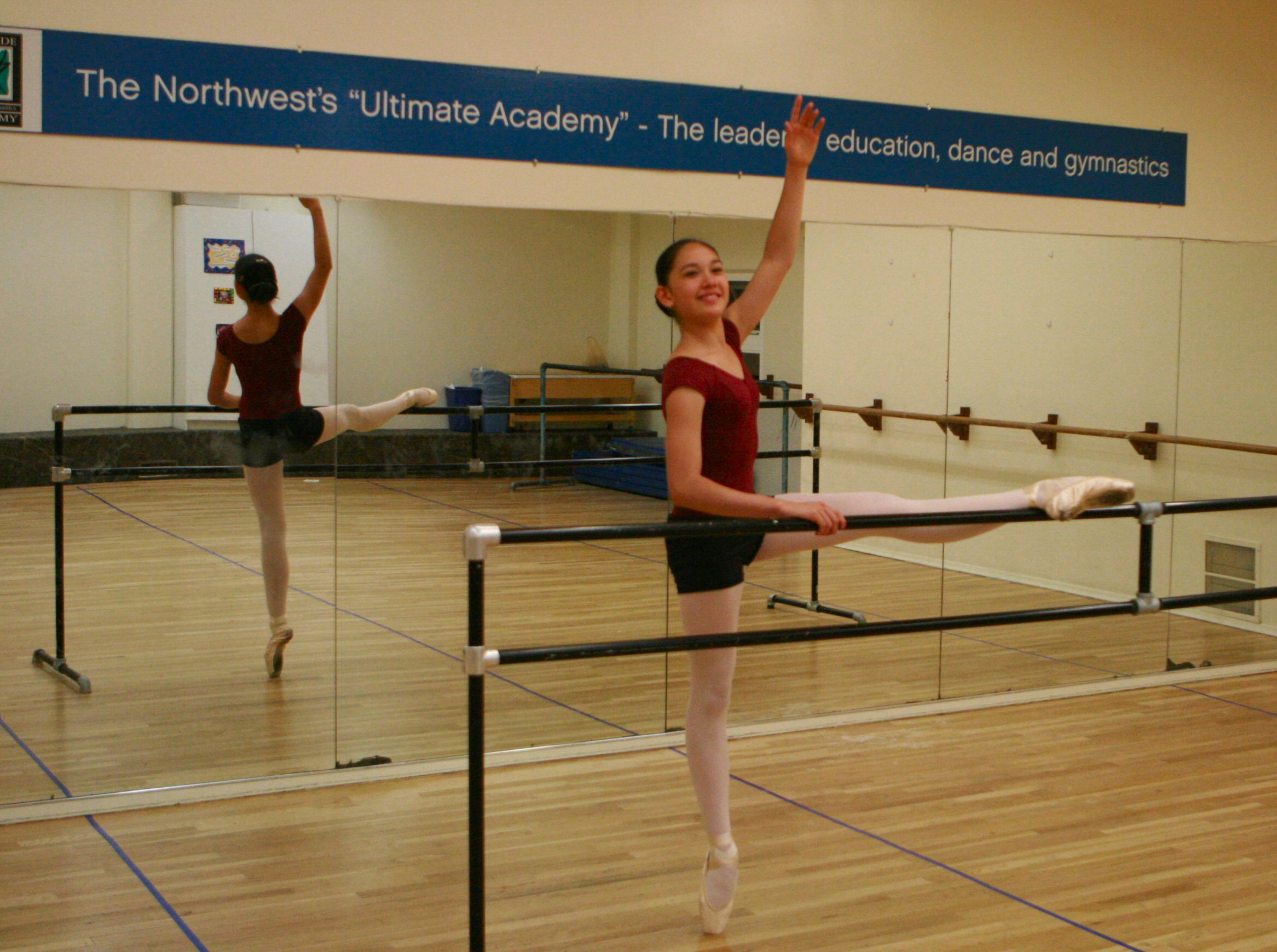
可搬式のバーでの練習。後ろに固定式のバーが見える。

バレ（Barre）はフランス語。バレエの準備運動や練習で用いられる頑丈な鉄棒。おおむね腰の高さで水平に張られる。バレエスタジオでは鏡張りの壁面に固定されていることが多い。可搬式のものもある。バーは身体を支持するためではなく、あくまでバランスをとるために使われる。

### パッセ

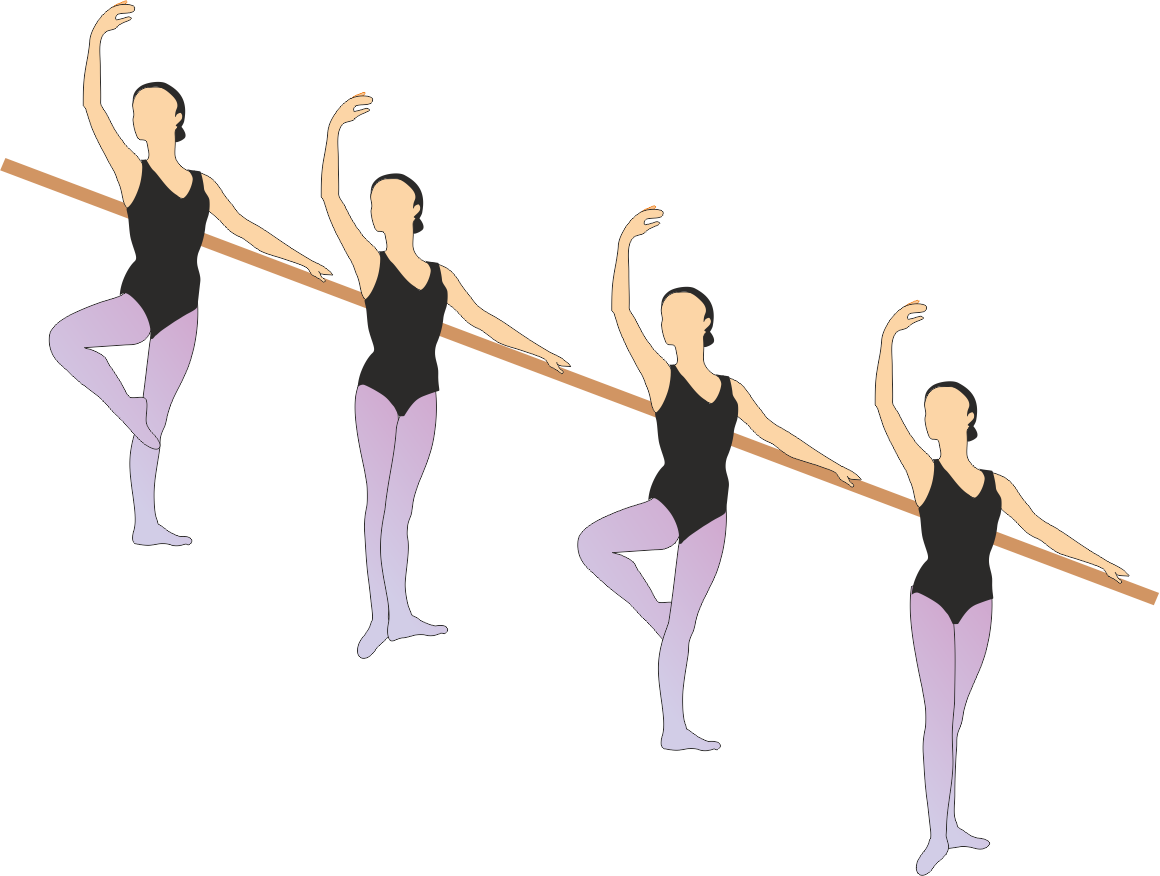
パッセ

Passé（フランス語発音: [pɑse]、「通る」の意）。動脚を後ろから前に、またはその逆に通すこと。一般にはルティレ・パッセを指し、動脚の足を後ろから前、または前から後ろに、軸脚の膝の向こう側に通す動作になる。ルティレ・パッセは、動脚を軸脚に沿って下にスライドし、続いて上にスライドさせることで行うか、4番からのピルエットのように開いた姿勢を用いて直接行うか、膝の位置からデヴェロッペしてアラベスクやアティチュードなど別の姿勢を経由して行う。シャッセもシソンヌ・ファイイのように後ろから前に通すことができ、シャッセ・パッセという。

### バッチュ、バテュ
Battu（フランス語発音: [baty]、「打つ、叩く」の意）。ジュテ・バッチュ（jeté battu）のように、足を打ち合わせる動作をいう。

### バットゥリー
Batterie（フランス語発音: [batʁi]）。足を打ち合わせる（バッチュ）の動作を含むジャンプの総称。

### バットマン
Battement（フランス語発音: [batmɑ̃]）。動脚を交互に左右に動かす動作。通常、複数回すばやく連続して行うため、動脚が振れているようにみえる。

### パ・ドゥ・シャ
Pas de chat（フランス語発音: [pɑ d(ə) ʃa]、 「猫のステップ」の意）。5番ポジションから前足で踏み切り、空中で両脚を曲げ、後足から下りて５番に着地するジャンプ。『白鳥の湖』には、互い違いに腕を組んで手を繋いだ4人のダンサーが16回連続のパ・ドゥ・シャを行う場面がある。
チェケッティ・メソッドやフランスのバレエ学校ではソ・ドゥ・シャ（saut de chat、「猫のジャンプ」）と呼ぶこともある。
ロシアでは脚をルティレではなくアティチュード・デリエールにして連続して移動するジャンプをいう。プティパ振付のバレエ作品のいくつか（たとえば『パキータ』の第4ヴァリアシオン）でみられる。

### パ・ドゥ・シュヴァル
Pas de cheval（フランス語発音: [pɑ də ʃ(ə)val]、「馬のステップ」の意）。動脚をスュル・ル・ク・ドゥ・ピエに引きつけてからプチ・デヴェロッペを経て、ポワント・タンジュで床を爪先で叩く動作。このとき軸脚はアン・ポワントでドゥミ・プリエとする。

### パ・ドゥ・ポワソン
Pas de poisson（フランス語発音: [pɑ də pwasɔ̃]、「魚のステップ」の意）。スーブルソーの一種で、足を変えずに跳ぶジャンプ。5番から深めにドゥミ・プリエして両脚で跳び上がり、頂点で両脚をまっすぐ伸ばして揃えたまま後ろへ伸ばすと同時に背中を弓なりに反らせる。これがちょうど魚が水面から飛び出したような姿となることからこの名がある。タン・ド・ポワソン（temps de poisson）ともいう。

### パ・ド・ヴァルス
Pas de valse（フランス語発音: [pɑ d(ə) vals]、「ワルツのステップ」の意）。フォンデュ、ルルヴェ、エレヴェ（ダウン、アップ、アップ）の順にステップして前に進むもの。通常、4分の3拍子の3拍に合わせて、任意の方向に移動するか、回りながら（アン・トゥールナン）行う。バランセでは足を合わせたり交差したりするが、パ・ド・ヴァルスではそうならない。

### パ・ド・カトル
Pas de quatre（「4人のステップ」の意）。4人のダンサーによる踊り。

### パ・ド・ドゥ
Pas de deux（「2人のステップ」の意）。デュエットによるダンス。通常、女性と男性が組んで演じる。

### パ・ド・トロワ
Pas de trois（「3人のステップ」の意）。3人のダンサーによる踊り。

### パートナリング
ダンサーのペア（通常は男性と女性）によって行われるダンス。パートナリングした1組に焦点を当てたものがパ・ド・ドゥである。パートナリングにおいて、男性ダンサーはパートナーをリフトしたり、抱き留めたり、キャリーするほか、跳躍やプロムナード、ピルエットのサポートや補助をする。

### パ・ド・バスク
Pas de basque（フランス語発音: [pɑ d(ə) bask]、「バスク人のステップ」の意）。ステップとジャンプの中間的な動きで、床を擦ってグリッセで、あるいは軽く跳んでソテで行う。前方または後方に移動しながらステップする。スコットランドのハイランド・ダンスでも同様のステップが見られる。
5番ポジションで右脚前のクロワゼで立ったところから始める場合、まず前脚（右）をプリエ・ストゥニューで出しながら、アン・バーにしていた両腕をポール・ドゥ・ブラで2番ポジションに入れる。次にドゥミ・プリエを維持したまま腕を左右に開き、体の向きを90度変えつつ右脚をア・ラ・スゴンドに入れたら、伸ばしていた動脚（右）に体重を移動して軸脚に入れ換える。軸脚になった右脚に体重を乗せてドゥミ・プリエしつつ、新たな動脚（左）の勢いはそのままに1番ポジションのドゥミ･プリエを通って斜め前へ滑らせ、膝を伸ばして軸脚を左脚に切り替え、左脚前の5番ポジションのクロワゼ・デリエールで終わる。

### パ・ド・ブーレ
Pas de bourrée（フランス語発音: [pɑ d(ə) buʁe]、「ブレーのステップ」の意）。右脚前の5番ポジションから始める場合、ドゥミ・プリエ中に左脚をクペ、左足の爪先を下ろしながら両脚を伸ばし、ルルヴェしてポワントまたドゥミ・ポワントで立つ。続いて右脚を横に出し、左脚をそこに引き付けて5番ポジションに降りる。単純化すると「片脚をポワントで1歩出し、もう一方をポワントで引き付けてア・テールに降りる」という動作であるが、5番ポジションの前脚から始めるか後脚から始めるかの他、脚の前後を入れ換える、ピケと組み合わせる、ターンしながら行うなど、多彩なバリエーションがある。
- パ・ド・ブーレ・デリエール/パ・ド・ブーレ・ドゥヴァン：軸脚が後脚、すなわち前脚を横に出して行うもの/軸脚が前脚、すなわち後ろ脚を横に出して行うもの。どちらも脚の前後は入れ換えない。
- パ・ド・ブーレ・ドゥッシュ/パ・ド・ブーレ・ドゥッスゥ：後脚から始め、後脚を前に閉じて終わるもの/前脚から始め、前脚を後ろに閉じて終わるもの。脚の前後が入れ換わる。
- バ・ド・ブーレ・ア・ナリエール/パ・ド・ブーレ・アン・ナヴァン：後ろに下がりながら行うもの/前に進みながら行うもの
- パ・ド・ブーレ・アン・トゥールナン：ターンしながら行うもの。アン・ドゥダンで内回り、アン・ドゥオールで外回り。
- パ・ド・ブーレ・ウーヴェルト：通常は脚を閉じた状態から始まって閉じた状態で終わるが、開いた状態から始まって開いた状態で終わるもの
- パ・ド・ブーレ・ピケ：動脚を出す際にピケするもの
- パ・ド・ブーレ・クーリュ：小走りになるもの

### バランセ
Balancé（フランス語発音: [balɑ̃se]、「バランスの取れた」の意）。フォンデュ、ルルヴェ、フォンデュ（ダウン、アップ、ダウン）の順に、3つのステップを3拍で行うもの。最初の拍の前に、片足は2番ポジションにデガジェする（バランセ・ドゥ・コテ、balancé de côté）か、前または後ろに出す（バランセ・アン・ナヴァン、balancé en avant またはバランセ・ア・ナリエール、balancé en arrière）。2拍目の足は1拍目の足の後ろに寄せて5番または4番でルルヴェする。

### バランソワール
Balançoire（フランス語発音: [balɑ̃swaʁ]、「振り子人形」あるいは「起き上がり小法師」の意）。動脚を前（ドゥヴァン）と後（デリエール）に1番ポジション経由で振りながら、上体を動脚と反対側に倒してシーソーのように動かす動作をいい、通常はグラン・バットマンやアティチュードと組み合わせる。アン・クローシュに似る。

### バレエ
ダンスを意味するフランス語。

### バレエ・テクニック
バレエにおける体の動きと型の基本原則。

### バレ・ド・クール
Ballet de cour。「宮廷バレエ」の意。16世紀・17世紀に宮廷で踊られていたバレエを指す。

### バレトマネ
バレエファンまたはバレエ愛好家。1930年代にロシア語から生まれた言葉で、バレエにマニア（ロシア語ではmaniya）を表す接尾辞 -mane を付けた語。

### バレリーナ
イタリア語ではバレエ団の女性プリンシパル・ダンサーを指し、プリンシパル・ロール（主役）を踊る。ソリストも主役を踊ることはあるが、ほとんどの場合ソリストは公演のファースト・キャスト（公演の期間中に、その役柄での出演を最も多くこなす演者）とはならない。

### バレリーノ
イタリアにおいて、バレエ団の男性ダンサーを指す語。正式な語ではない。

### バロッテ
Ballotté（フランス語発音: [balɔte]、「揺れ動いた」の意）。クラシック・バレエのジャンプの1つ。クペ・ドゥッシュから小さくデヴェロッペで振り出して跳ぶ。このとき、足は45度または90度に伸ばして振り出す。

### バロネ
Ballonné（フランス語発音: [balɔne]、「（風船のように）膨らんだ、張った」の意）。クラシック・バレエにおいては、脚を前・横・後ろのいずれか方向に45度に伸ばすパを指す。続いて膝を曲げ、足をスュル・ル・ク・ドゥ・ピエの位置にする。単にルルヴェとして行うこともあるが、45度に伸ばすときに踏み切ってジャンプすることもある。

### バロン
Ballon（フランス語発音: [balɔn]、「風船」の意）。跳躍とジャンプにおける動きの軽やかさを表す。ダンサーがふわりと宙に浮き、静かに降りる様子を風船に見立てたもの。

### パンシェ

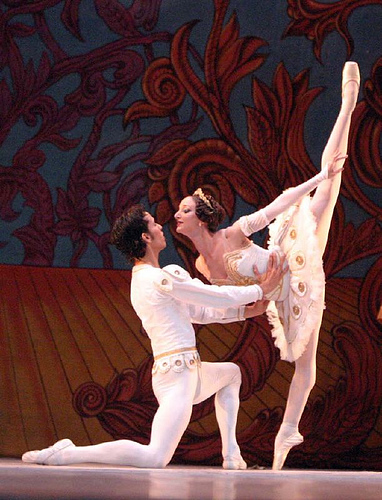
アラベスク・パンシェ

Penché（フランス語発音: [pɑ̃ʃe]、「傾いた」の意）。アラベスク・パンシェのように、頭が動脚よりも低くなるように、軸脚で立って腰から前に身体を傾けるもの。動脚を90度以上まで持ち上げ、片足立ちでスプリットする形になる。

### 引き上げ
英語ではPulling Up。バレエでは、常に身体を上方に引き上げるように使う。これは舞台において身体を大きく見せ、遠くの観客から踊りが見えるようにするために重要なことである。「バランスを取りながら立ち上がる」というのは一見単純な行為であるが、身体の引き上げには全身を使用する必要がある。バレエの多くのステップでは、接地と引き上げを同時に行う感覚が必要となる。引き上げるには、胸郭と胸骨を持ち上げなければならないが、怒り肩にならないように肩を下げてあくまでリラックスした状態で腰の真上に置かなければならない。このためには、腹筋を使って胸郭を押し上げる必要がある。また、骨盤を安定させ、自然な姿勢で立ち、アーチやバランスの崩れを防ぐために、背中をまっすぐに保たなければならない。正しく引き上げを行うためには、どの筋肉をどのように使うかを学ぶ必要があるため、バレエダンサーには相応の解剖学的知識が求められる。

### ピケ
Piqué（フランス語発音: [pike]、「刺す」の意）。動脚の爪先を伸ばし、足をまっすぐ下に下ろして床を「刺す」ように突き、上向きに跳ね上がる（バットマン・ピケ）か、軸脚に切り替える動作。後者の場合には、足をアン・ポワントまたはドゥミ・ポワントとしてステップすることで、直接軸脚を踏み換えることができる。多くの場合、ピケ・アラベスクのように軸脚を動脚として振り上げる動きが先行してもよい。
チェケッティ・メソッドとRADでは、バットマンを伴わないピケをポゼという。ピケ・アラベスクや、ABTでいうピケ・ターンまたはトゥール・ピケ（・アン・ドゥダン）およびロシアでいうトゥール・デガジェは、チェケッティ・メソッドとRADではそれぞれポゼ・アラベスク、ポゼ・ターンまたはポゼ・アン・トゥールナンという。

### ピケ・ターン
トゥール・ピケ（tour pique）とも。動脚をプリエからルティレ・デリエールに入れつつ、足をアン・ポワントまたはドゥミ・ポワントとして踏み込んで軸脚に切り替えて行うターンのこと（内回り：アン・ドゥダンの場合。外回り：アン・ドゥオールの場合はルティレ・ドゥヴァンに入れる際に行う）。速いピケ・ターンでは、代わりにプチ・ルティレを行う（すなわち動脚をク・ドゥ・ピエとする）こともある。アン・ドゥダンで行うのが一般的で、アン・ドゥオールで行うものはレームダック（lame ducks）と呼ばれる。

### ピルエット

ピルエット

Pirouette（フランス語発音: [piʁwɛt]）。片脚立ちで1回または複数回、その場で回転するステップ。片脚または両脚でプリエして始め、ドゥミ・ポワントまたはポワントに引き上げて回る。動脚は一般的にはルティレ・ドゥヴァンに保持される（4番ポジションから入る場合はルティレ・パッセになる）が、ア・ラ・スゴンドなど他のポジションとしてもよい。ほとんどの場合、動脚の方向（すなわちアン・ドゥオール）に回るが、軸脚の方向（アン・ドゥダン）に回ることもある（右脚が動脚、左脚が軸脚の場合、アン・ドゥオールは時計回りとなる）。バランスを維持するため、スポッティングの技術を用いる。ピルエットは、始めたポジションに戻して降りるか、あるいはアラベスクまたはアティチュードに入れて終わることもある。
複数回回るとき、1回転ごとに両足を床に下ろすもの（すなわち1回転のピルエットを連続して行うもの）をリエゾン・ド・ピルエット（liaison de pirouette、「連結したピルエット」の意）といい、日本ではピエ・ア・テール（pied a terre、「足を床に着けて」の意）が転訛した「ペアテ」または「フェアテ」と呼ぶことがある。
ジャズやモダンなどの他のジャンルのダンスでは、バレエのように脚をターンアウトせず、パラレル（すなわち6番ポジション）でピルエットを行うのが普通である。

### ファイイ
Failli（フランス語発音: [faji]、「決められた方法」の意、過去分詞）。先行するジャンプ、またはポジションから、スライドするか擦り出して体勢を変えるステップ。ファイイの語は、しばしばシソンヌ・ファイイ（より厳密にはシソンヌ・ウーヴェルトとパ・ファイイ）の短縮形として使われ、両脚で跳んで片脚で降り（シソンヌ）たところから後ろ脚を前にすり出す（シャッセ・パッセ）動作を表す。また、アッサンブレと組み合わせて行うと（シソンヌ・）ファイイ・アッサンブレとなる。

### ファス
Face（「顔、正面」の意）。アン・ファス（en face、フランス語発音: [ɑ̃ fas]）で 「正面を向いて、～の前へ」となる。何かに正対すること指し、通常は客席側を向くことを言う。

### フィッシュ・ダイブ

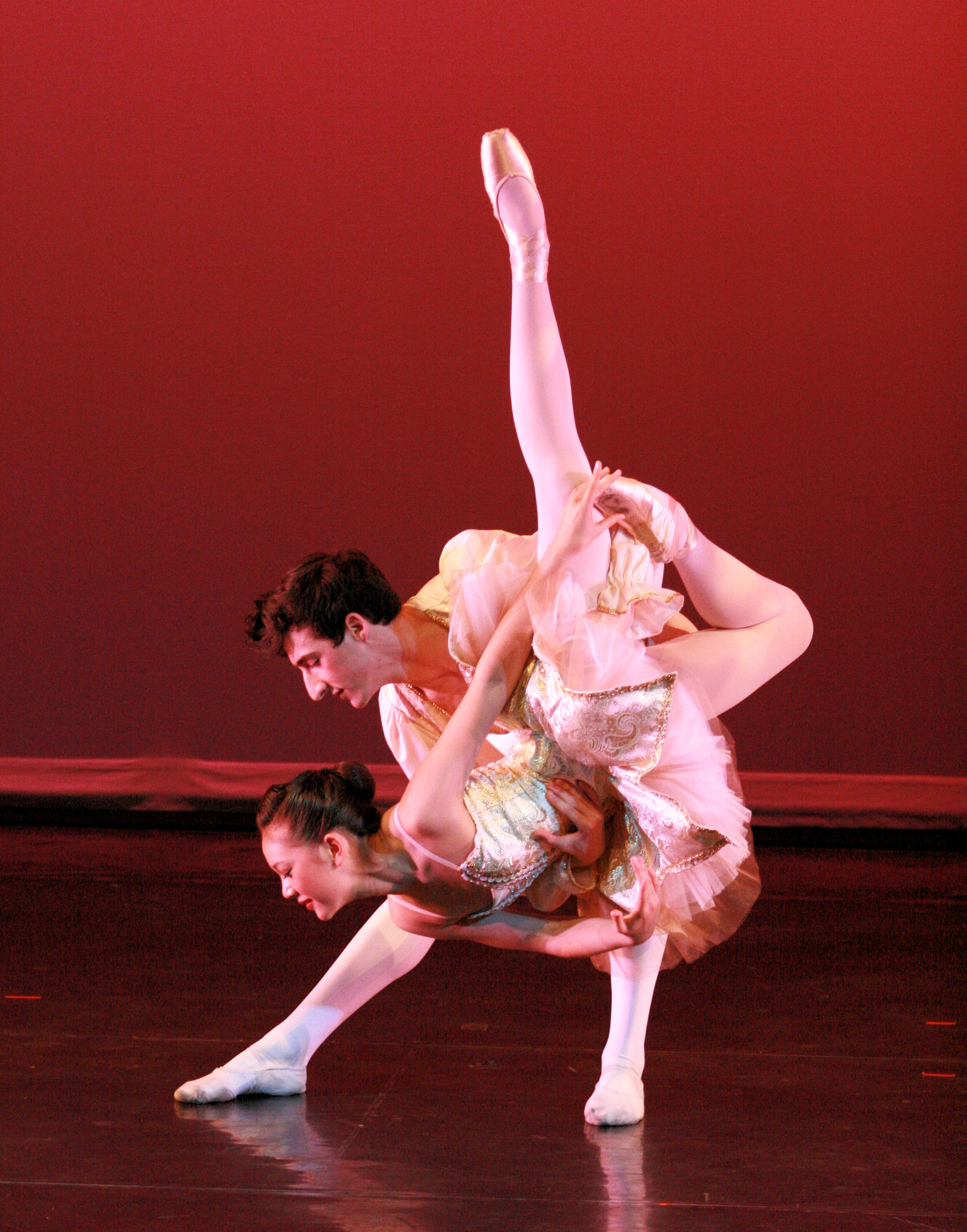
フィッシュ・ダイブ

パートナリングで行うリフトの1つ。男性が女性をポワソンの位置で支えるもの。パ・ド・ドゥの中で行われることが多い。

### フェッテ

フェッテ・アン・トゥールナン・アン・ドゥオール

Fouetté（フランス語発音: [fwɛte]、「鞭を打つ」の意）。フェッテという語自体は、軸脚を素早く回転させて身体と動脚の向きを変える動作を指す。例えば180度または90度のフェッテは、動脚を前に持ち上げて伸ばす動作を伴う（この動脚の動きが打たれる鞭の様子に似ていることからフェッテという）。軸脚をア・テールからドゥミ・ポワントまたはポワントに引き上げつつ内回り（アン・ドゥダン）に半回転して動脚をアラベスクに入れる。身体は動脚と反対方向、または客席方向を向く（この動作はトゥール・ジュテまたはワルツ・ターン（パ・ド・ヴァルス・アン・トゥールナン）の際にも見られる）。フェッテは脚または体の向きを変えるのにも使われ、たとえば、アン・ドゥオールに45度回ってアン・ファス・ア・ラ・スゴンドからエポーレ（・スゴンド）・アラベスク/クロワゼ・1番アラベスクまたはエファセ・ドゥヴァンに変化することができる。
フェッテは、フェッテ・ロン・ドゥ・ジャンブ・アン・トゥールナン（右の写真参照）の略語としても用いる。フェッテ・ターンは軸脚のプリエから入ってターンするものである。軸脚をドゥミ・ポワントまたはポワントに引き上げつつアン・ドゥオールに回り、動脚を前方に伸ばしてから横に「鞭を打つように」振って軸脚の膝にルティレすることで弾みを付けて1回転する。動脚を回転の終わり辺りでルティレから戻し、ここまでと同じ動きをすることでさらに続けて回転することができる。

### フェッテ・ジュテ
Fouetté jeté（フランス語発音: [fwɛte ʒəte]）フェッテで踏み切る跳躍。

### フェルメ
Fermé, fermée（フランス語発音: [fɛʁme]、「閉じた」の意）。ウーヴェルトの対義語。ポジション（足の1番と5番、3番は脚が閉じているのでフェルメのポジション）や、手足、方向、または特定のステップの形を指すのに使われる。たとえば、シソンヌから脚を閉じて降りるとシソンヌ・フェルメ、片脚を伸ばしたままもう一方の脚で降りる（すなわち脚を開いた状態で降りる）とシソンヌ・ウーヴェルトとなる。

### フォンデュ
Fondu（フランス語発音: [fɔ̃dy]、「溶けた」の意）。

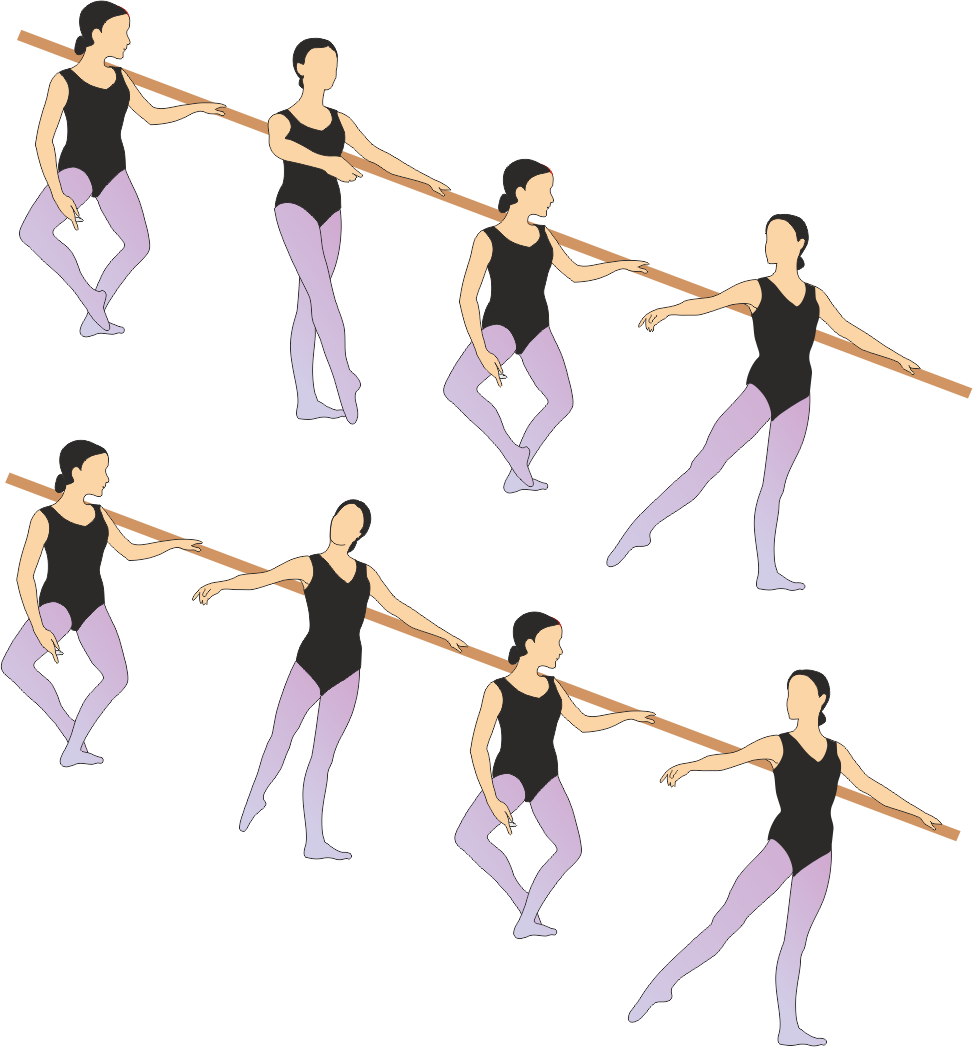
フォンデュ

1. バットマン・フォンデュの略語で、軸脚の膝を曲げることで身体を下げながら、動脚を床上または空中で伸ばす動作。振付家アルチュール・サン＝レオンによれば「フォンデュは片足で、プリエは両足で行うものである」という。バーで行うフォンデュは、たいていバットマン・フォンデュ・デヴェロッペを指す。この場合、軸脚は動脚をク・ドゥ・ピエとしたフォンデュから始まり、軸脚がまっすぐに伸びたところで動脚をプチ・デヴェロッペを通って伸ばす。
2. 片脚立ちの姿勢で、軸脚を曲げるように指示するために用いる。たとえばアラベスク・フォンデュなど。

### プチ・ソー
Petit saut（フランス語発音: [p(ə)ti so]、「小さなジャンプ」の意）。空中で足のポジションを変えない小ジャンプ。ワガノワ・メソッドではタン・ルヴェ・ソテ（temps levé sauté）という。

### プチ・バットマン
Petit Battement。ダンサーが動脚の足を軸脚のふくらはぎの前後に足を素早く動かす動作。通常、ウォームアップ中にバーについた状態で行う。熟達したダンサーは、軸脚の膝を動かすだけでこれを行うことができる。

### ブラヴラ
Bravura（イタリア語発音: [braˈvuːra]）。派手で華やか、かつ精緻なスタイルのダンス。技巧的なステップを含み、通常は重要なソロの中で踊られる。

### ブラ・クロワゼ
Bras croisé（フランス語発音: [bʁa kʁwaze]。「交差させた腕」の意）。腕の置き方で、片腕を客席から離すように2番ポジションで伸ばし、もう一方の腕を1番ポジション（チェケッティ・メソッドでは4番のアン・ナヴァン、RADやフランスでは3番ポジション）とするもの。

### フラッペ

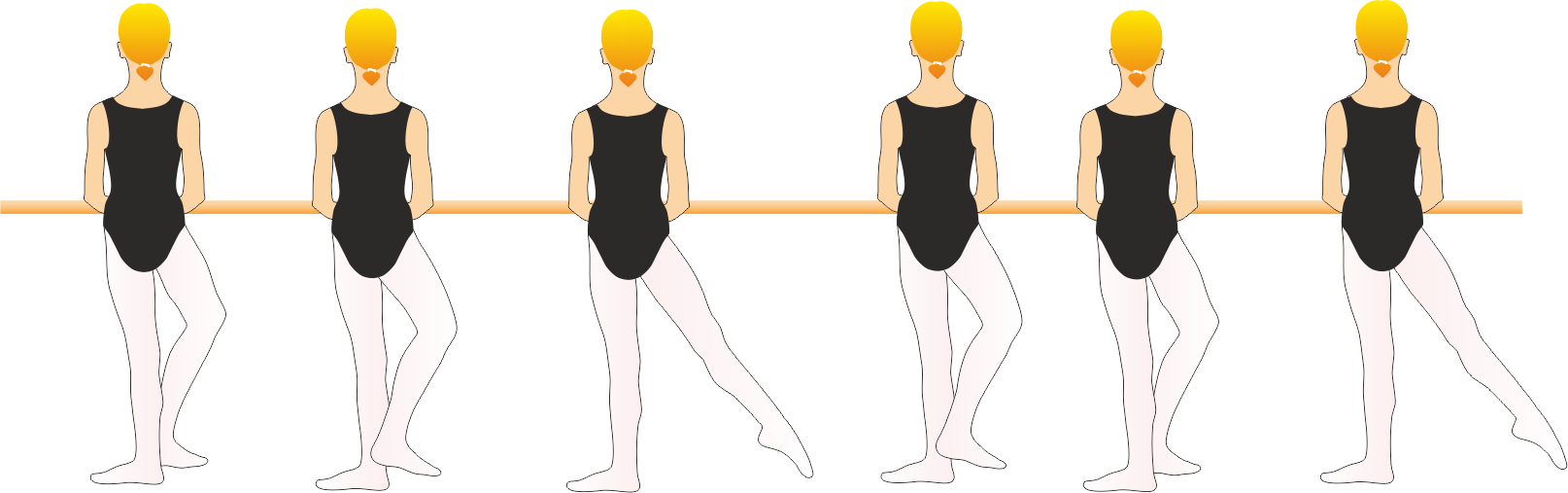
フラッペ

Frappé（フランス語発音: [fʁape]、「打つ、打った」の意）。バットマン・フラッペの略語。動脚の足をク・ドゥ・ピエから伸ばす動作を言う。チェケッティ・メソッドやRAD、ABTでは、曲げた（またはリラックスさせた）足を床に突き立てた状態から、母指球で床を打ってデガジェを経て足先を伸ばして床を掃くように動かす動作も含む。ロシアでは、ク・ドゥ・ピエで足先を伸ばした状態から、床を擦らずにデガジェの高さまで直接伸ばす動作となる。ドゥミ・ポワントで行う場合、チェケッティ・メソッドではロシアと同じ動作になる。それ以外のメソッドでは、ドゥミ・ポワントの足で床を打ったり擦ったりせず足を曲げて行うこともある。
フラッペは通常、シングル、ダブル、またはトリプルで行う。ダブルとトリプルでは、足を外側に伸ばす前に、ク・ドゥ・ピエ・ドゥヴァンまたはスュル・ル・ク・ドゥ・ピエあるいはク・ドゥ・ピエ・デリエールの足を軽く打つ動作が入る。例えばダブル・フラッペ・ドゥヴァンは、ク・ドゥ・ピエ・デリエール、ク・ドゥ・ピエ・ドゥヴァン、デガジェ・ドゥヴァンの順でステップする。ダブル・フラッペ・デリエールはこの表裏逆となる。トリプル・フラッペ・ドゥヴァンはク・ドゥ・ピエ・ドゥヴァン、ク・ドゥ・ピエ・デリエール、ク・ドゥ・ピエ・ドゥヴァン、デガジェ・ドゥヴァンとステップする。

### プリエ

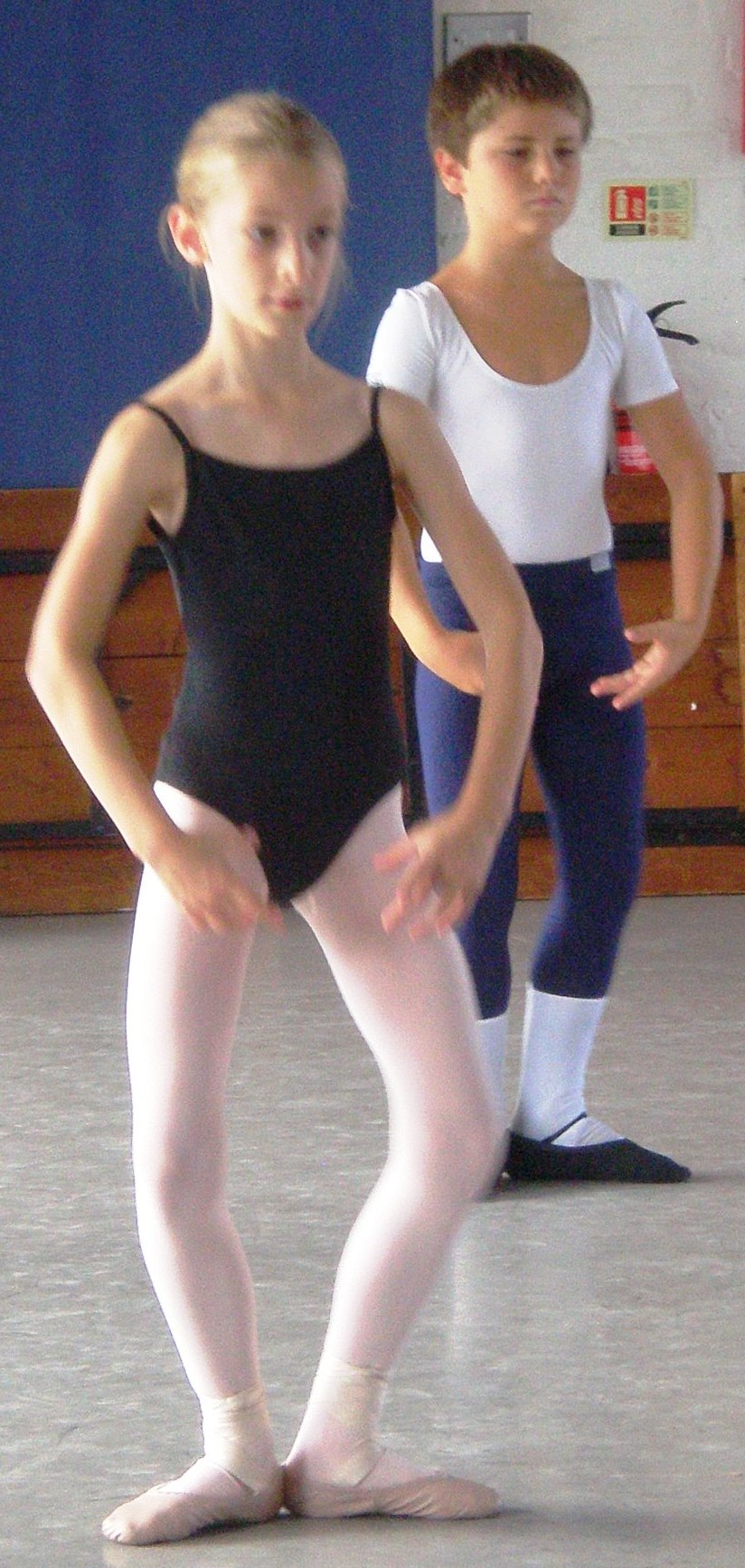
ドゥミ・プリエ

Plié（フランス語発音: [plije]、「曲がった」の意）。上半身を直立させたまま、膝を滑らかに外側に曲げる動作。
ドゥミ・プリエは、ターンアウトしたままで膝を軽く曲げる動作。3番以外のすべてのポジションから行える。ドゥミ・プリエの際は、身体の各部位が正しい位置にあるよう注意しなければならない。すなわち、頭は肩の真上、肩は腰と膝の真上、膝は足の真上にあり、かつ左右に傾かないようにする。また、膝を曲げても身体はしっかり引き上げて、沈み込まないようにする。脚を付け根から外旋し、内ももを前に向けるようにして膝を曲げていくと適切な姿勢になる。尻や胸が突き出さないよう、背骨が上下に一直線に並ぶ様子をイメージしつつ、腹筋を背骨に向かって押し込む。膝は、踵が床が離れないようにしつつ、爪先のラインの真上で曲げる。
グラン・プリエも3番以外のすべてのポジションから行える。注意する点はドゥミ・プリエと同じだが、ドゥミ・プリエより大きく膝を曲げていくので、2番以外で行う場合は踵が床から浮き、足がドゥミ・ポワントになったところで終わる。2番で行う場合は両脚を肩幅かそれより広く開いているので、ちょうど四股を踏むような形になって、踵が床から浮くことはない。

### ブリゼ
Brisé（フランス語発音: [bʁize]、「中断する、離す」の意）。前（アン・ナヴァン）または後ろ（ア・ナリエール）にアッサンブレで跳びつつ、途中でアッサンブレを中断して脚を離して着地する。ブリゼ・アン・ナヴァンで右側に跳ぶ場合、まず左足を前にした5番ポジションで立つ。ここからドゥミ・プリエして右足を擦り上げつつ左足で踏み切って跳び上がり、続いて左足を右足に揃える（ここまではアッサンブレと同じ）。ここから右足を前に切り替えて、右足を前にした5番ポジションに降りる。ブリゼ・ア・ナリエールではこれを逆に行う。

### フリック・フラック
Flic flac（フランス語発音: [flik flak]）バットマン・フェッテ・ア・テール（battement fouetté à terre）を指すフランス語の俗語。動脚を、伸ばした足先がア・ラ・スゴンドからク・ドゥ・ピエ・ドゥヴァンまたはデリエールを指すように床を横切って曲げるステップ。

### プリンシパル
Principal。そのバレエ団のトップの階級にいるダンサー。通常は主役しか踊らない。バレエ団によってはファースト・ソリストということもある。

### ブーレ
Bourree。ポワントまたはドゥミ・ポワントで足を素早く動かす動作。ダンサーは後ろ脚をまっすぐ伸ばし、前脚を曲げて持ち上げる。次に、曲げていた脚を伸ばし、伸ばしていた脚を曲げて持ち上げる。この動作を素早く繰り返して行う。

### ペアテ
フェアテとも。日本独自のバレエ用語で、ピエ・ア・テール（pied a terre、「足を床に着けて」の意）が転訛したもの。複数回回るピルエットのうち1回転ごとに両足を床に下ろす（すなわち1回転のピルエットを連続して繰り返す）、リエゾン・ド・ピルエット（liaison de pirouette）のことを指す。

### ポジション（足）
床に置く足の基本的な配置のこと。現代のクラシック・バレエでは、1番から5番までの5つのポジションを採用している。

### ポジション（腕）

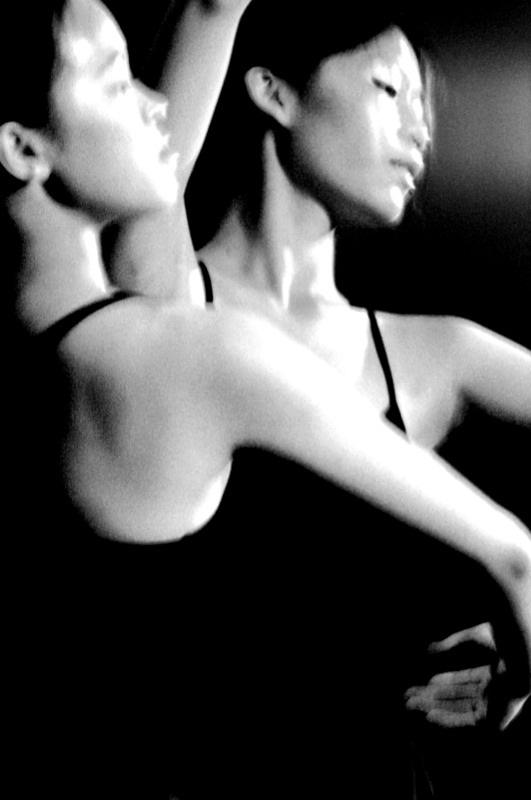
チェケッティ・メソッドの「スペインの4番」の位置にした腕

腕の基本的な位置は2つあり、1つは両腕の指をほとんど触れ合わせて楕円形/円形を作り、腰の近く（アン・バー、en bas）、へその高さ（アン・ナヴァン、en avant）、あるいは頭上に持ち上げる（アン・オー、en haut）もの、もう1つは肘を少し曲げた状態で腕を横に伸ばすものである。これらを組み合わせて、さまざまな姿勢を作ることができる。
ワガノワ・メソッドやチェケッティ・メソッド、フランスやロシアでは、同じ腕のポジションに違う名前を付けていることが多い。ロシアでは3つ、それ以外は5つ、腕のポジションを定めている。
- ブラ・バー（Bras bas、「腕を下に」の意、RADの用語）/ ブラ・オー・ルポ（Bras au repos、「安静に」の意、フランスの用語）/プリパレーション・ポジション（Preparation position、ロシアの用語）/ 5番のアン・バー（fifth en bas、en basは「下に」の意。チェケッティ・メソッドの用語）：両腕を低く、腰辺りの高さに保って、緩やかに丸みを帯びた形にする。これが準備姿勢となる。
- 1番ポジションは、両腕を体の前に出して円形または楕円形を作り、胸骨からへその間の高さに保つ。この高さはメソッドやムーブメントによって異なり、チェケッティ・メソッドではチュチュの高さにするので他よりやや低くなる。
- 2番ポジションは、腕を横に伸ばし、上腕の内側を床と平行にし、前腕と手の平を観客に向ける。腕の丸みと肩の高さはメソッドにより異なる。
- 3番ポジションは、メソッドにより大きく異なる。
  - フランス/RADでは、片方の腕を2番に、もう一方の腕を1番に入れる。
  - チェケッティ・メソッド[要出典]では片方の腕をチェケッティの1番（他より低めの1番）に、もう一方の腕をドゥミ・スゴンドに入れる。
  - ロシアでは、両腕をわずかに丸みを帯びた形に作って頭上に保つ。他のメソッドでいう5番（アン・オー）に相当する。
- 4番ポジションは片方の腕をアン・オー、もう一方の腕を2番に入れる。4番のウーヴェルト（fourth ouvert）ということもある。チェケッティ・メソッドでは4番のアン・オー（fourth en haut）という。ロシアでは4番はない。
  - チェケッティ・メソッドの4番のクロワゼまたはスペインの4番（Spanish fourth）は、片腕をアン・オー、もう一方の腕を1番またはチェケッティの5番のアン・ナヴァンに入れる。
- 5番ポジション（フランス/RAD）または5番のアン・オー（fifth en haut、チェケッティ・メソッド）は、両腕の指先をほぼ触れ合わせながらやや丸みを帯びた形を作り、頭上に挙げる。ロシアではこれを3番ポジションとし、4番・5番は定めていない。チェケッティ・メソッドでは、他では準備姿勢となるブラ・バーを5番のアン・バー（fifth en bas）、他でいう1番ポジションを5番のアン・ナヴァン（fifth en avant）と呼んで区別する。

この他、次のようなものもある。
- ドゥミ・ブラ（Demi-bras、「半分の腕」の意）：腕を1番と2番の間に保持し、手の平を客席に向けて伸ばすもの。
- ドゥミ・スゴンド（Demi-seconde、「半分だけ2番」の意）：チュチュをかすめるぐらいの高さで腕を横に低く保ち、手の平を下に向けるもの。

### ポジション（体）
体のポジションとして、チェケッティ・メソッドとRADでは8、ロシアおよびフランスでは10ないし11が定められている。一般的に共通するのはクロワゼ、ア・ラ・カトリエーム、エファセ、ア・ラ・スゴンド、エカルテおよびエポーレの6つである。チェケッティ・メソッドとRADではクロワゼ・ドゥヴァン、ア・ラ・カトリエーム・ドゥヴァン、エファセ（・ドゥヴァン）、ア・ラ・スゴンド、クロワゼ・デリエール、エカルテ、エポーレ、そしてア・ラ・カトリエーム・デリエールの8つとする。ロシアではエファセとエポーレをそれぞれドゥヴァンとデリエールに分けており、クロワゼ・デリエールの腕はチェケッティ・メソッドやRADとは逆になる。フランスではこれに加えてエカルテもドゥヴァンとデリエールに細分する。

### ポゼ
Posé（フランス語発音: [poze]）。チェケッティ・メソッドおよびRADの用語。フォンデュから脚を伸ばした状態でアン・ポワントまたはドゥミ・ポワントに降り、続いて動脚をク・ドゥ・ピエに入れる。これを繰り返すと、動脚でプチ・デヴェロッペを行う状態になる。任意の方向、あるいは回りながら行うことができる（後者はトゥール・ピケとなる）。

### ポール・ドゥ・ブラ
Port de bras（フランス語発音: [pɔʁ d(ə) bʁa]、「腕の運び」の意）。腕（および一部の学校では上半身）をさまざまな位置に動かすための動かし方。たとえば、基本的なポール・ドゥ・ブラの訓練では、5番目のアン・バー（ブラ・バーまたは準備位置）から1番、2番、5番のアン・バーの順に動かす。また、アン・バーからアン・オーまで動かして、元の位置に戻すこともできる。ポール・ドゥ・ブラの動かす順序は、学校やメソッドによっても異なる。
腰から上半身を前方、後方、またはカーブさせて曲げることを示すためにポール・ドゥ・ブラという言葉を使うことも一部で行われている。通常、曲げたあとに上半身を再び中央で直立させた姿勢に戻す。腰から上半身を曲げる動作を表す言葉としては、他にカンブレがある。

### ポワソン
Poisson（フランス語発音: [pwasɔ̃]、「魚」の意）。背中をアーチ状に反らせ、脚は5番で交差させるか動脚をルティレに保持する姿勢。ジャンプ中や、パートナリングの際にフィッシュ・ダイブなどのリフトでみられる。

### ポワント、ポアント

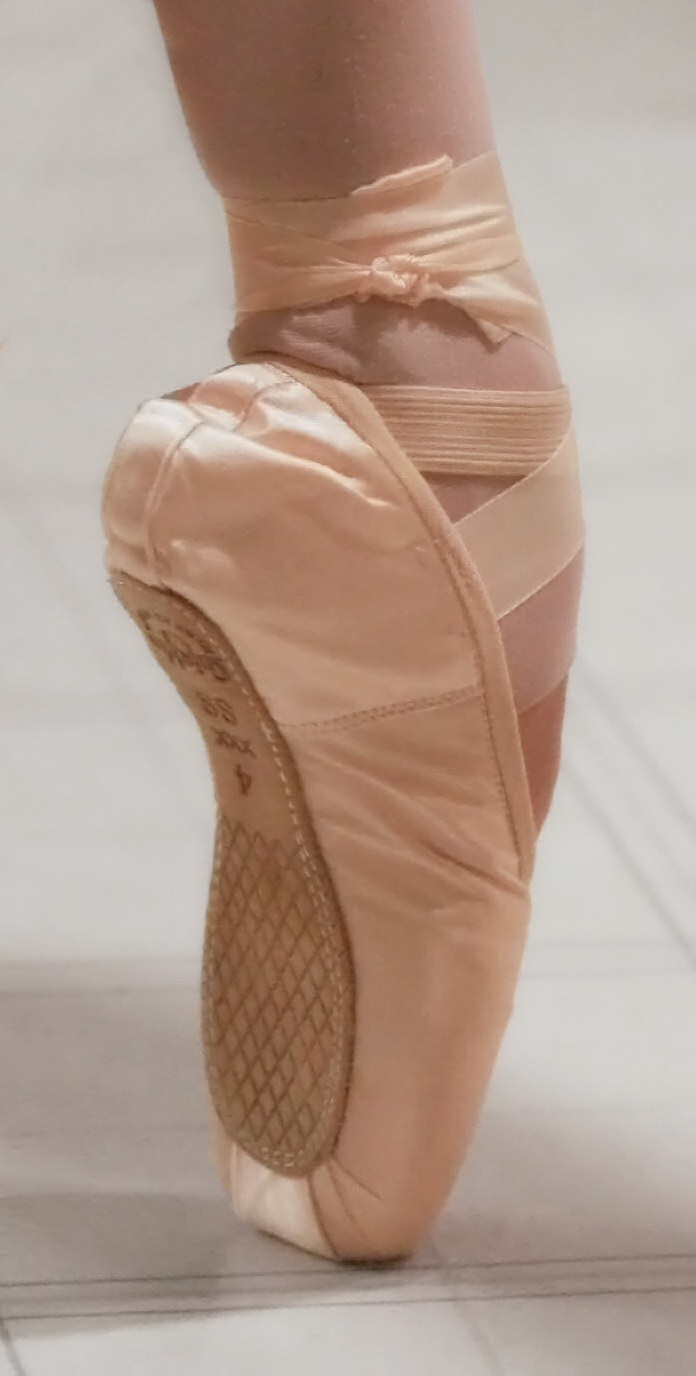
トウシューズを履き、アン・ポワントにした足

Pointe（「爪先」の意）。アン・ポワント（en pointe、フランス語発音: [ɑ̃ pwɛ̃t]）で爪先の先端で全体重を支えて立つことを指す。通常はこれができるように補強された構造を持つトウシューズを履いて行う。

### ポワント・テクニック
ポワント・ワーク（爪先の先端でステップを踏むこと）に関するクラシック・バレエのテクニック。

### ポワント・ワーク
トウシューズを履き、足先を完全に伸ばし、爪先の先端でステップを踏むこと。ほとんどの場合、女性が行う（男性がトウシューズを履くことはほとんどない）。

## ま

### マネージュ
Manèges（「円形」の意）。クラシック・バレエの用語で、ダンサーが舞台上を円形のパターンを描きながらステップすることをいう。
通常、マネージュは1つまたは2つのステップを繰り返して行うが、複数のステップを組み合わせることもできる。たとえば、古典的なパ・ド・ドゥのコーダでは、男性ダンサーがクペ・ジュテ・マネージュを行う。女性ダンサーは、ヴァリアシオンやコーダでピケ・マネージュを行うことが多い。

## ら

### ランヴェルセ
Renversé（フランス語発音: [ʁɑ̃vɛʁse]、「ひっくり返された、仰向けになった」の意）。 回転中の姿勢の1つ。やや傾斜し仰向け気味に上体を使いながら回転するもの。

### ルティレ

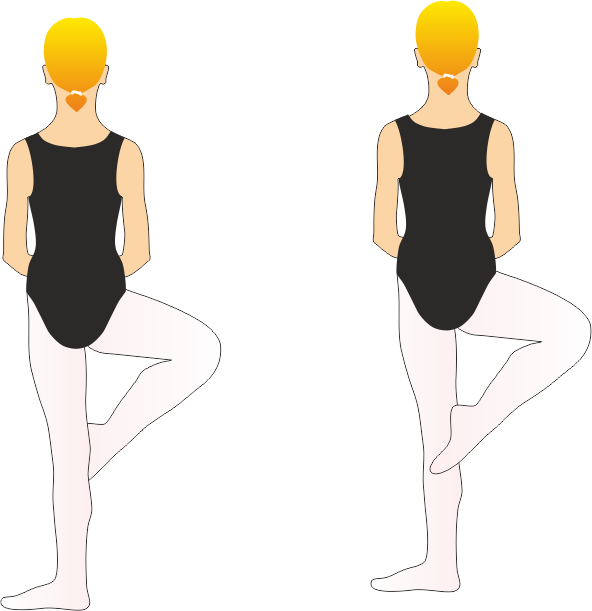
ルティレ・ドゥバンとルティレ・デリエールの動脚

Retiré（フランス語発音: [ʁətiʁe]）。動脚を外旋させ、膝を曲げながら引き上げて爪先を軸脚の膝の前（ルティレ・ドゥヴァン）または後ろ（ルティレ・デリエール）に動かす動作。ピルエットを行う際に、前にデヴェロッペするなど他の動作の途中のポジションとして使われる。

### ルルヴェ

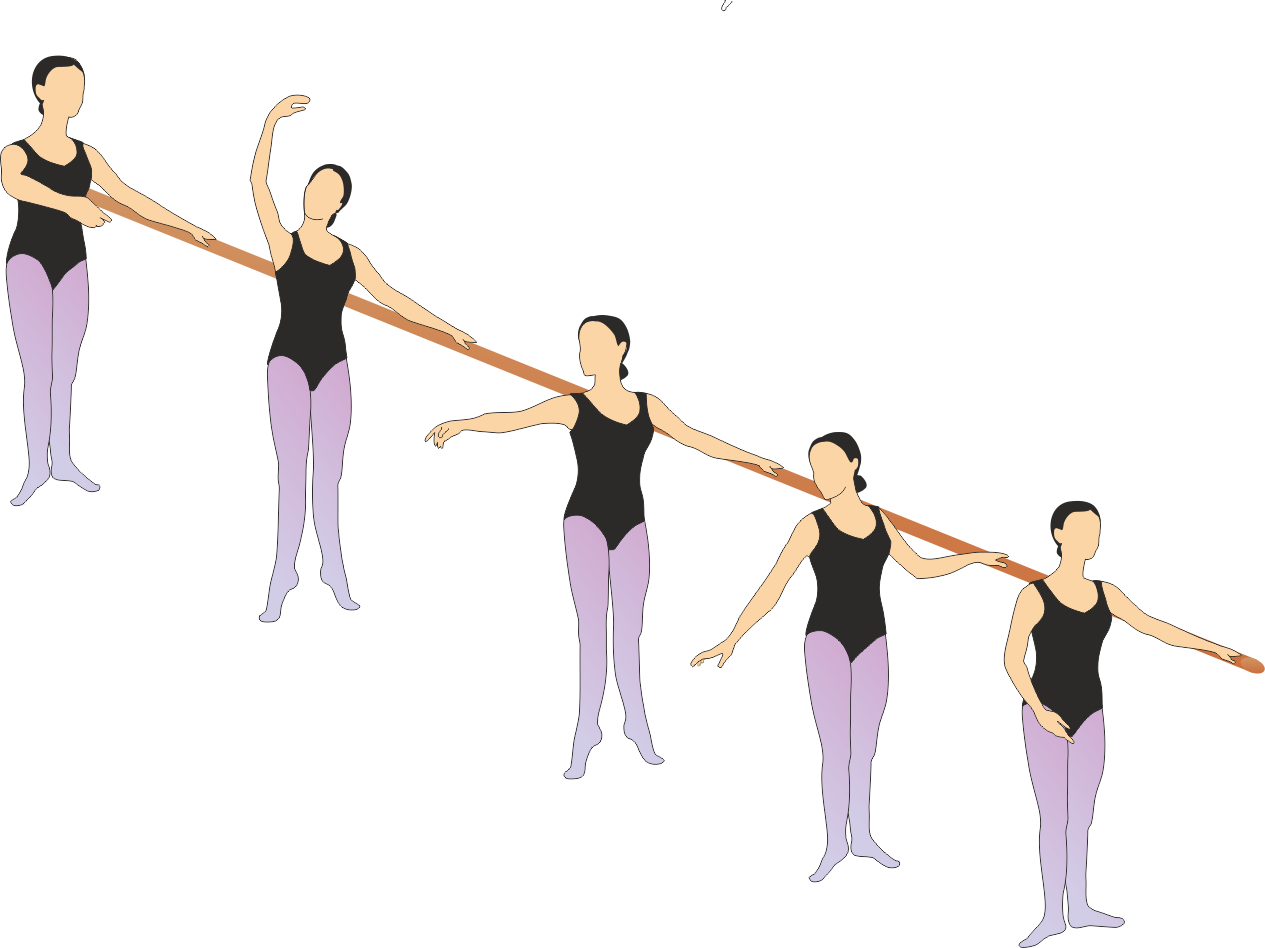
バーで行うルルヴェ

Relevé（フランス語発音: [ʁəlve]、「上げられた、持ち上げられた」の意）。片方または両方の足を、足底が床に着いた状態からドゥミ・ポワントまたはポワントに引き上げること。エレヴェも参照。

### ルルヴェ・レント
Relevé lent（フランス語発音: [ʁəlve lɑ̃]、「ゆっくり持ち上げた」の意）。バットマン・ルルヴェ・レント（battement relevé lent）の略語。ロシアのバレエ学校での用語で、ポワントから45度またはそれ以上の角度までゆっくりとタンジュして脚を上げることを指す。バットマン・タンジュ・ジュテあるいはデガジェと対照的に、動脚はタンジュからそのまま持ち上げる。

### レヴェランス
Révérence（フランス語発音: [ʁeveʁɑ̃s]、「畏敬の念、お辞儀」の意）。レッスン終了時に教師やピアニスト、公演後に観客やオーケストラに対して行うお辞儀。クラシック・バレエでは、役柄によっては振付のあるレヴェランスを行うことがある。

### レボルタード
Revoltade（フランス語発音: [ʁəvɔltad]）。動脚を90度に持ち上げた状態から、軸脚で踏み切って空中で半回転して降りる技巧的なジャンプ。たとえば、右脚を4番前アン・レールに蹴り上げながら、左脚で踏み切って跳び、空中で右へ半回転する。左脚は右脚の上を通って交差させ、左脚のプリエで降りる。右脚は挙げた状態なのでアラベスクになる。

### ロワイヤル
Royale（フランス語発音: [ʁwajal]）。シャンジュマン・バッチュの別名。シャンジュマンで足を切り替える際に打ち合わせるもの。例えば、右足を前にした5番ポジションから始める場合、プリエして跳び、右足の太ももを左足（後ろ足）の太ももに打ち付け、シャンジュマンで右足を左足の後ろに切り替えて左足を前にした5番ポジションに降りる。

### ロン・ドゥ・ジャンブ

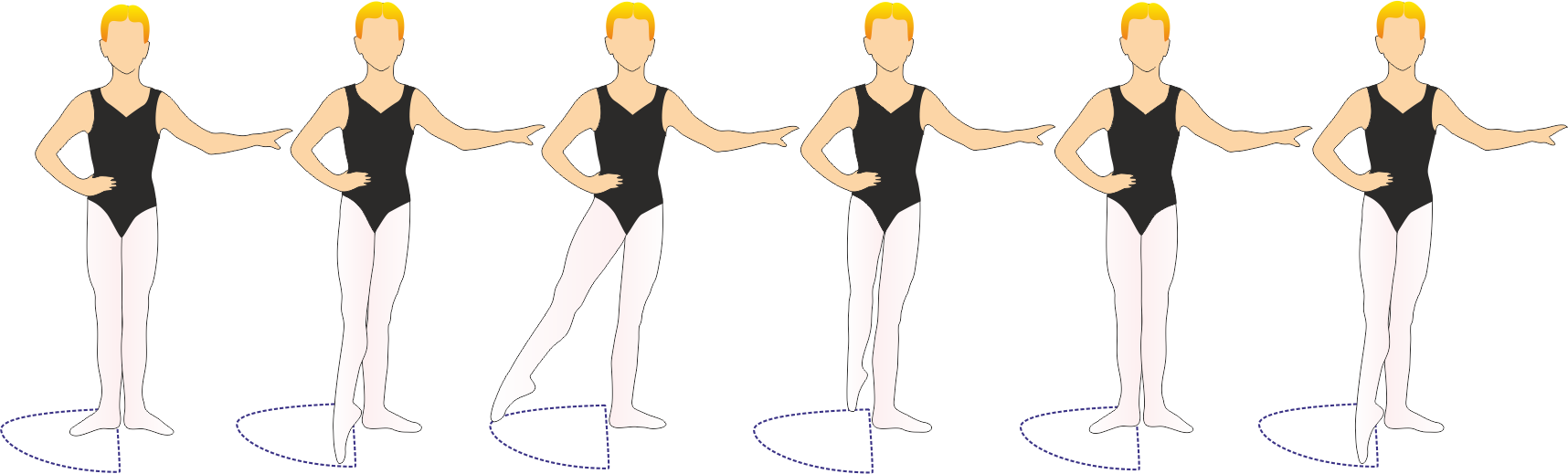
ロン・ドゥ・ジャンブ

Rond de jambe（フランス語発音: [ʁɔ̃ d(ə) ʒɑ̃b]、「脚で円（を描く）」の意）。足先を伸ばして半円を描く動作。足は4番の前または後ろから2番を通り、4番の後ろまたは前に動かす。ここから1番を通って元の位置に戻し、これを繰り返す。前から始めて後ろに足を動かすものをロン・ドゥ・ジャンブ・アン・ドゥオールといい、後ろから始めて前に動かすものをロン・ドゥ・ジャンブ・アン・ドゥダンという。
- ロン・ドゥ・ジャンブ・ア・テール（Rond de jambe à terre/par terre）：足先を床に着けて行うもの。
- ロン・ドゥ・ジャンブ・アティチュード（Rond de jambe attitude）：軸脚をアン・ポワントにして、動脚を前から横、さらに後ろに振ってアティチュードにするもの。
- ロン・ドゥ・ジャンブ・アン・レール（Rond de jambe en l'air）：足先を空中に浮かせて行うもの。脚を持ち上げて横（ア・ラ・スゴンド）に支え、膝から下だけを動かす。太ももを体から90度まで引き上げた場合、爪先は軸脚の膝と空中の2番の間に円を描く。太ももを低く（たとえば45度）に上げた場合は、描く円は軸脚のふくらはぎ寄りになる。
- グラン・ロン・ドゥ・ジャンブ（・アン・レール）（Grand rond de jambe (en l'air)） ：脚を伸ばし、グラン・バットマンの高さで支えて、空中に半円を描くもの。
- ドゥミ・グラン・ロン・ドゥ・ジャンブ（・アン・レール）（Demi Grand rond de jambe (en l'air)）：脚を伸ばして地面から離し、4番のドゥヴァンまたはデリエールから2番まで動かすもの。半円のさらに半分、扇形を描く[9]。

## わ

### ワルツ
パ・ド・ワルツ・アン・トゥールナン（pas de waltz en tournant）のように、ワルツに乗って踊られる一連のステップ。